# ナッシュビル
ナッシュビル（英語: Nashville）は、アメリカ合衆国テネシー州にある都市。同州の州都であり、デイヴィッドソン郡の郡庁所在地である。州内で最大、アメリカ合衆国南東部で3番目に大きい都市である。州の中央部北に流れるカンバーランド川沿岸に位置する。音楽、医療、出版、銀行業、運輸業の中心地であり、多くの大学が存在している。テネシー州最高裁判所の本部であり、中部テネシーの裁判所がある。音楽業界の中心地として知られ、「ミュージック・シティ」というニックネームがつけられている。2019年にイギリスで発表された「グローバリゼーションと世界都市研究ネットワーク」(GaWC)ではガンマ都市と評されるなど、アメリカ南東部有数の世界都市である。
1963年から、6つの小さな地方自治体を含み、郡と市の政府が合併している。議員40名のうち35名は各地区から選ばれ、5名が全体から選ばれている。2017年のアメリカ地域調査によると人口は69万1,243名、半独立都市を除くと63万4,464名である。全13郡からなる2017年のナッシュビル都市圏の人口は190万3,045名で、州最大の大都市統計地域である。 2015年のナッシュビル・デイヴィッドソン郡・マーフリーズボロ・コロンビア広域都市圏の地域は202万7,489名である。

## 概要

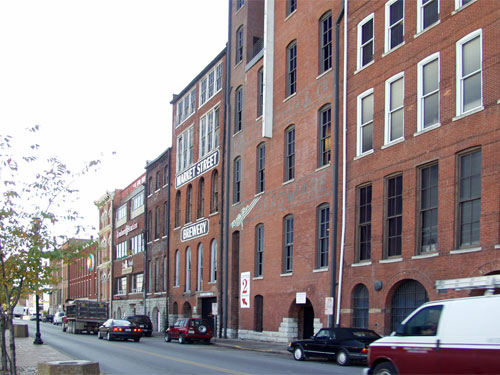
ファースト・ストリート

オハイオ川支流であるカンバーランド川沿岸に位置し、当初は交易拠点として栄えた。川沿いのファースト・ストリート（1st street）には、市の条例により歴史的な外観を保存することになっているため、往事の倉庫の面影を残す建物がある。南北戦争では激戦地の一つにもなった。ギリシャのアテネにあるパルテノン神殿を模した建築があり、「南部のアテネ」の異名を持つ。
現在、カンバーランド川沿いのナッシュビルはアメリカ文化の分岐点ともなっており、アップランドサウスで最も急成長している街である。カントリーミュージックの中心地として音楽産業が発展しており、関連する博物館があり、多くのイベントが開催される。ダウンタウンの南西に位置するミュージック・ロウ（Music Row）には大小合わせて200近くの音楽スタジオが並び、街の北側にあるレジャー施設ゲイロード・オープリーランド・リゾート・アンド・コンベンション・センターはカントリーミュージックをテーマとしたリゾートとして親しまれている。
産業界では一帯の経済、金融の中枢として機械、食品、化学工業が発達している。周辺の町にはGMサターン工場や日産スマーナ工場などの自動車工場がある。西部には南部の名門であるヴァンダービルト大学がある。
2008年1月に開設された在ナッシュビル出張駐在官事務所は同じ年に日本総領事館に格上げされた。これにより、在ニューオーリンズ日本総領事館は廃止された。また、同年に米国日産の本社がカリフォルニア州から移転した。

## 歴史
1779年にジェームズ・ロバートソン、ジョン・ドネルソン（レイチェル・ジャクソンの父）とオーバーマウンテン・メンがナッシュビル入植の基礎を築いた。彼らは初め入植地をアメリカ独立戦争の英雄フランシス・ナッシュに因みナッシュボロ砦と呼んだ。オハイオ川支流のカンバーランド川に面し、交通や物流に便利であることからナッシュビルは急速に発展し、後に鉄道交通の要所ともなった。1800年にはアフリカ系アメリカ人奴隷136名、自由黒人14名を含む人口は345名となった。ナッシュビルは1806年に市となり、デイヴィッドソン郡の郡庁所在地となった。さらに1843年には恒久的にテネシー州の州都となった。

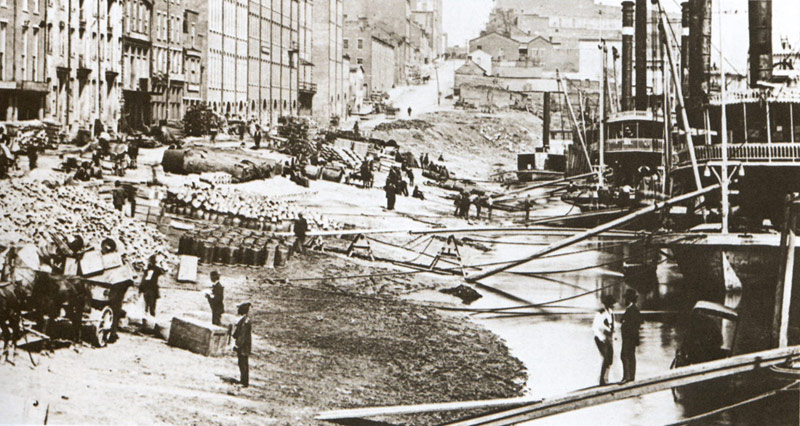
南北戦争後の川岸

1861年に開戦した南北戦争までには、ナッシュビルは南部の主要都市の一つとなっていた。南北戦争では、水運と鉄道輸送の要衝であったナッシュビルを押さえることが戦略的に重要となり、1862年2月、南部連合国の州都の中で最初にアメリカ軍（北軍）の手に落ち、テネシーは北軍に占領された。1864年12月15日から16日のナッシュビルの戦いでの圧倒的な北軍の勝利は最も決定的な戦術的勝利とされている。またこれが南北戦争において最後の主要な軍事行動とされ、その後はゲリラや小規模な小競り合いを含み消耗戦となっていき、南軍は続々とディープサウスに後退していった。
南北戦争はナッシュビルの経済に多大な打撃を与えたが、戦争の終結とともにナッシュビルは急速に再発展をとげた。戦後数年でナッシュビルは水上および鉄道輸送の要衝の地位を回復し、製造業も発展した。ダウンタウン周辺に今も残る古典様式の大邸宅は、19世紀終わり頃のナッシュビルの繁栄を今に伝えている。

### 20世紀
1925年の『グランド・オール・オープリー』の開幕と、当時すでに順調に発展していた出版産業が、カントリーミュージックの発信地としての役割を決定づけた。
1950年頃、州議会は議員の選挙において、人口の少ない自治体に配慮して、全体から選ぶのではなく小選挙区制での選挙に同意した。これにより、選挙区によっては黒人の人口が多数派である地域もあった。1952年に小選挙区制が実施され、1911年に州議会により黒人の選挙権が剥奪されてから初めて2名のアフリカ系アメリカ人弁護士が市会議員に選出された。
第二次世界大戦後、急速に郊外化が進んでいき、新たな学校など多くの様々な施設が必要となった。また多くの郊外の住民が、市内の住民の税金で設置した施設を使用するなど、税制の見直しが必要となっていた。数年におよぶ議論ののち、1958年に市と郡により住民投票が行われた。デイヴィッドソン郡裁判官ビヴァリー・ブライリー（英語）、ナッシュビル市長ベン・ウエスト（英語）の推奨にも関わらず、同意は得られなかった。
住民投票で却下された後、ナッシュビルは税収を上げるため郊外の42平方マイルの土地を合併した。これにより住民の不信感は増大し、郊外住民の怒りを生んだ。1962年、都政の憲章のもと合意に達し、税金の違うジェネラル・サービス地区とアーバン・サービス地区の2段階のサービス供給が提案された。アーバン・サービス地区の住民は市のサービスを全て受けることができ、ジェネラル・サービス地区では税金を低く設定すると全てのサービスは受けられなかった。
1963年にはデイヴィッドソン郡の郡役所と市役所を合併し、アメリカで最初に大都市圏行政府を形成した大都市となった。都市圏議会議員は21議席から40議席に増え、小選挙区から35名、全体から5名が選ばれる。
1970年代から目覚ましい成長を続けており、アップランドサウスの主要都市の中でも最も急速に成長している。好景気が続いた1990年代には、当時の市長でのちに州知事となるフィル・ブレデセン（英語）の都心再開発政策の下で、カントリー・ミュージック殿堂博物館、ダウンタウンにあるナッシュビル公共図書館、ブリヂストン・アリーナ、ニッサン・スタジアムなどのナッシュビルのシンボルというべき建築物の刷新が起こった。

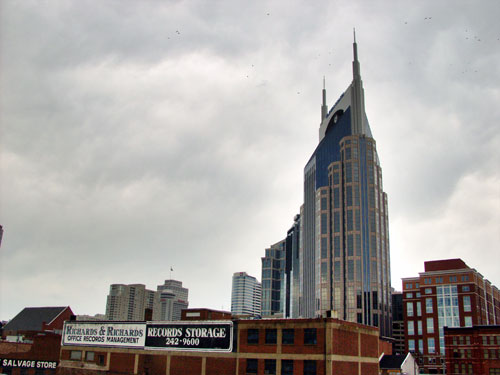
ナッシュビルの街並み

かつてナッシュビル・アリーナ、ゲイロード・エンターテイメント・センターおよびソメット・センターと呼ばれていたブリヂストン・アリーナは大型コンサート会場およびNHLまたはNBAチームの本拠地として建造され、1997年にNHLがチーム数を拡張した時に新たに加わったナッシュビル・プレデターズの本拠地となった。2003年以降、2回を残して毎年プレイオフに進出している。かつてアデルフィア・コロシアムやLPフィールドと呼ばれたニッサン・スタジアムは、ヒューストン・オイラーズがナッシュビルに移転することに同意した1995年に建築が始まった。1998年にチームはヴァンダービルト大学のスタジアムでデビュー戦を行ない、1999年夏にニッサン・スタジアム（LPフィールド=当時）は本拠地としてオープンした。チームはテネシー・タイタンズと名を変え、ミュージック・シティ・ミラクル（英語）でシーズンの幕を閉じ、第34回スーパーボウルでセントルイス・ラムズと戦い、4日目に敗北が決まった。

### 21世紀
2009年の世界的不況からの回復は比較的速やかであった。2012年3月のギャラップ調査によるとナッシュビルは地域ごとの求人率の順位で全米5位とされた。2013年、『GQ』誌、『フォーブス』誌、『ニューヨーク・タイムズ』紙によりナッシュビルは「ナウビル」「イットな都市」（いま熱い街）と呼ばれた。
初の女性市長メーガン・バリー（英語）を2015年9月25日選出した。バリーは評議員として、2015年6月26日にナッシュビル初の同性婚結婚式を挙げている。
ナッシュビルの経済界は2017年に全米で成長が目覚しい都市の順位で3位に数えられ、同年、連邦住宅金融抵当公庫に「国内で最も人気の高い不動産市場」と呼ばれた。
2025年1月22日、市内の高校でスクールシューティングが発生。犯人の生徒を含む2人が死亡、1人が負傷。

## 地理

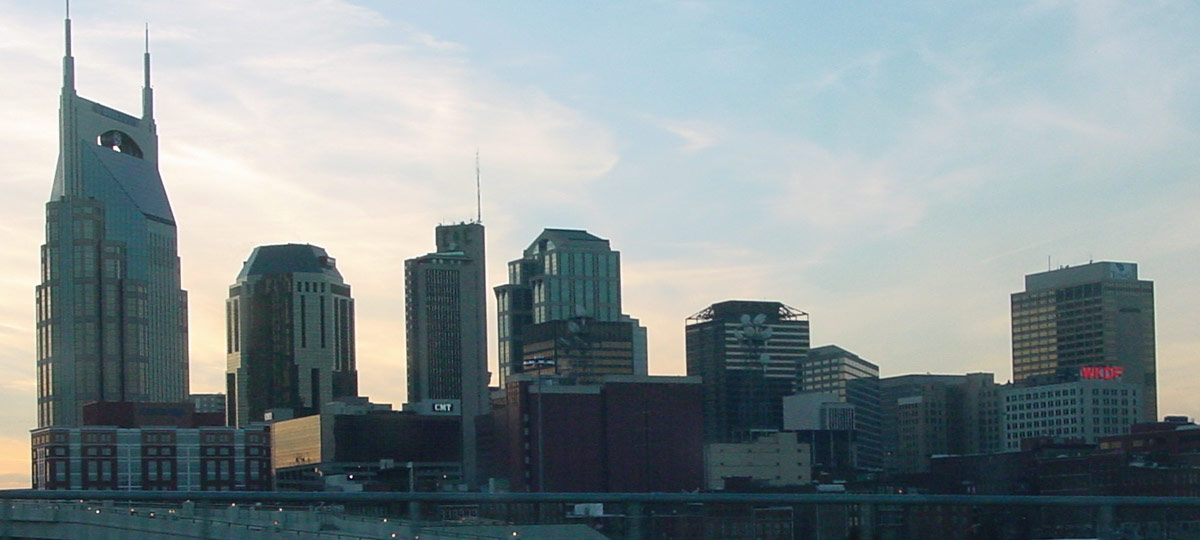
ナッシュビルのダウンタウン

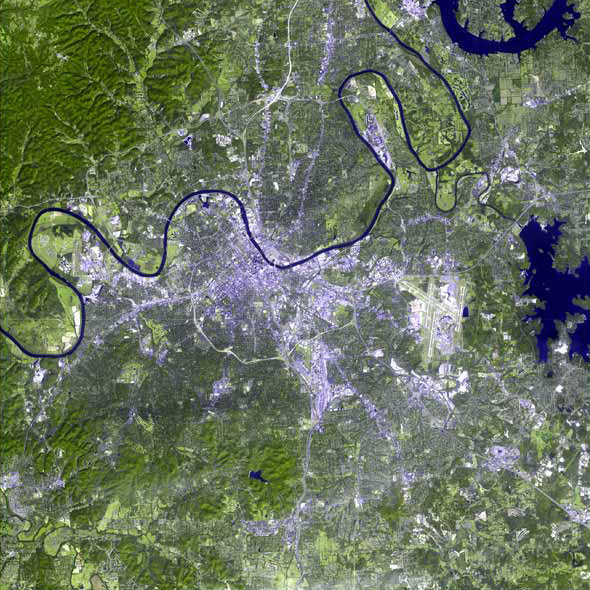
ナッシュビルの衛星写真

ナッシュビルはナッシュビル盆地の北西部に位置し、カンバーランド川に面している。標高は海抜およそ120m（385フィート）から最高地点で350m（1,160フィート）の範囲に広がっている。
アメリカ合衆国統計局によると、この都市は総面積1,367km2 (527.9mi2) である。このうち陸地面積1,305km2 (504.0mi2) 、水域は広さ62km2 (23.9 mi2) で総面積の4.53%を占める。

## 気候
ケッペンの気候区分では温暖湿潤気候（Cfa）に属する。短く緩やかな冬と温暖な夏がある。一般的に冬と春が湿潤で最も乾燥するのが秋である。月ごとの平均気温は1月の3.2 °C (37.7 °F) から7月の26.3 °C (79.4 °F) まで差があり、日中の気温差は10.1 °C (18.2 °F) から12.8 °C (23.0°F) である。冬の降雪量はそれほど多くなく平均降雪量は16 cm (6.3インチ) で、1月と2月さらに時折3月と12月に降雪がある。2000年以降の記録的大雪は2003年1月16日の18 cm (7インチ) で、それ以前も含めると一度の暴風雪による降雪量は1892年3月17日の43cm（17インチ）が最高である。降水量は11月と12月、春に多く、8月から10月はあまり雨が降らない。春と秋は過ごしやすく暖かいが激しい雷雨が降りやすく、時に竜巻をもたらす。近年の記録的な竜巻は1998年4月16日、2006年4月7日、2008年2月5日、2009年4月10日、2010年5月2日に発生している。相対湿度はアメリカ南東部で平均的な朝83%、午後60%と穏やかで、南東部の平均並みとされる。ここ数十年、都市開発からヒートアイランド現象を引き起こしており、特に涼しい夜に郊外よりも都心の方が最高10°C高い。アメリカ合衆国農務省による植物耐寒性区分は7aである。
ナッシュビルの長い春と秋には多種多様な草木がアレルギーの原因になることがある。2008年、ナッシュビルはアメリカ喘息アレルギー財団（英語）より、アメリカで最もアレルギーを引き起こしやすい都市18位にランク付けされた。
最低気温は1985年1月21日に氷点下27 °C (−17 °F) を、最高気温は2012年6月29日に43 °C (109 °F) を記録した。
| ナッシュビル（ナッシュビル国際空港）の気候                                                  | ナッシュビル（ナッシュビル国際空港）の気候 | ナッシュビル（ナッシュビル国際空港）の気候 | ナッシュビル（ナッシュビル国際空港）の気候 | ナッシュビル（ナッシュビル国際空港）の気候 | ナッシュビル（ナッシュビル国際空港）の気候 | ナッシュビル（ナッシュビル国際空港）の気候 | ナッシュビル（ナッシュビル国際空港）の気候 | ナッシュビル（ナッシュビル国際空港）の気候 | ナッシュビル（ナッシュビル国際空港）の気候 | ナッシュビル（ナッシュビル国際空港）の気候 | ナッシュビル（ナッシュビル国際空港）の気候 | ナッシュビル（ナッシュビル国際空港）の気候 | ナッシュビル（ナッシュビル国際空港）の気候 |
| 月                                                                                          | 1月                                        | 2月                                        | 3月                                        | 4月                                        | 5月                                        | 6月                                        | 7月                                        | 8月                                        | 9月                                        | 10月                                       | 11月                                       | 12月                                       | 年                                         |
| ------------------------------------------------------------------------------------------- | ------------------------------------------ | ------------------------------------------ | ------------------------------------------ | ------------------------------------------ | ------------------------------------------ | ------------------------------------------ | ------------------------------------------ | ------------------------------------------ | ------------------------------------------ | ------------------------------------------ | ------------------------------------------ | ------------------------------------------ | ------------------------------------------ |
| 最高気温記録 °C （°F）                                                                      | 26 (78)                                    | 29 (84)                                    | 32 (89)                                    | 33 (91)                                    | 36 (96)                                    | 43 (109)                                   | 42 (107)                                   | 41 (106)                                   | 41 (105)                                   | 34 (94)                                    | 29 (85)                                    | 26 (79)                                    | 43 (109)                                   |
| 平均最高気温 °C （°F）                                                                      | 8.3 (46.9)                                 | 11 (51.8)                                  | 16.1 (61.0)                                | 21.4 (70.5)                                | 25.7 (78.2)                                | 30 (86.0)                                  | 31.8 (89.3)                                | 31.7 (89.0)                                | 28 (82.4)                                  | 22.1 (71.7)                                | 15.7 (60.3)                                | 9.7 (49.5)                                 | 20.9 (69.7)                                |
| 平均最低気温 °C （°F）                                                                      | −2 (28.4)                                  | −0.2 (31.6)                                | 3.9 (39.0)                                 | 8.6 (47.5)                                 | 13.8 (56.8)                                | 18.6 (65.4)                                | 20.8 (69.5)                                | 20.2 (68.4)                                | 15.9 (60.7)                                | 9.4 (48.9)                                 | 4.1 (39.4)                                 | −0.4 (31.3)                                | 9.4 (48.9)                                 |
| 最低気温記録 °C （°F）                                                                      | −27 (−17)                                  | −25 (−13)                                  | −17 (2)                                    | −5 (23)                                    | 1 (34)                                     | 6 (42)                                     | 11 (51)                                    | 8 (47)                                     | 2 (36)                                     | −3 (26)                                    | −18 (−1)                                   | −23 (−10)                                  | −27 (−17)                                  |
| 降水量 mm （inch）                                                                          | 95.3 (3.75)                                | 100.1 (3.94)                               | 104.4 (4.11)                               | 101.6 (4.00)                               | 139.7 (5.50)                               | 105.2 (4.14)                               | 92.2 (3.63)                                | 80.3 (3.16)                                | 86.6 (3.41)                                | 77.2 (3.04)                                | 109.5 (4.31)                               | 107.4 (4.23)                               | 1,199.5 (47.22)                            |
| 降雪量 cm （inch）                                                                          | 6.1 (2.4)                                  | 5.3 (2.1)                                  | 2 (0.8)                                    | 0 (0)                                      | 0 (0)                                      | 0 (0)                                      | 0 (0)                                      | 0 (0)                                      | 0 (0)                                      | 0 (0)                                      | 0 (0)                                      | 1.3 (0.5)                                  | 14.7 (5.8)                                 |
| 平均降水日数 （≥0.01 in）                                                                   | 10.3                                       | 10.3                                       | 10.7                                       | 10.8                                       | 11.7                                       | 10.0                                       | 10.2                                       | 8.4                                        | 7.5                                        | 8.0                                        | 9.8                                        | 11.2                                       | 118.9                                      |
| 平均降雪日数 （≥0.1 in）                                                                    | 2.1                                        | 2.1                                        | 0.6                                        | 0                                          | 0                                          | 0                                          | 0                                          | 0                                          | 0                                          | 0                                          | 0                                          | 0.9                                        | 5.7                                        |
| 平均月間日照時間                                                                            | 139.5                                      | 146.9                                      | 192.2                                      | 231.0                                      | 260.4                                      | 279.0                                      | 279.0                                      | 263.5                                      | 225.0                                      | 217.0                                      | 147.0                                      | 130.2                                      | 2,510.7                                    |
| 出典：NOAA (最高最低値1873年 - 現在)、香港天文台 (日照時間のみ、1961年–1990年)、Weather.com |                                            |                                            |                                            |                                            |                                            |                                            |                                            |                                            |                                            |                                            |                                            |                                            |                                            |

## 景観

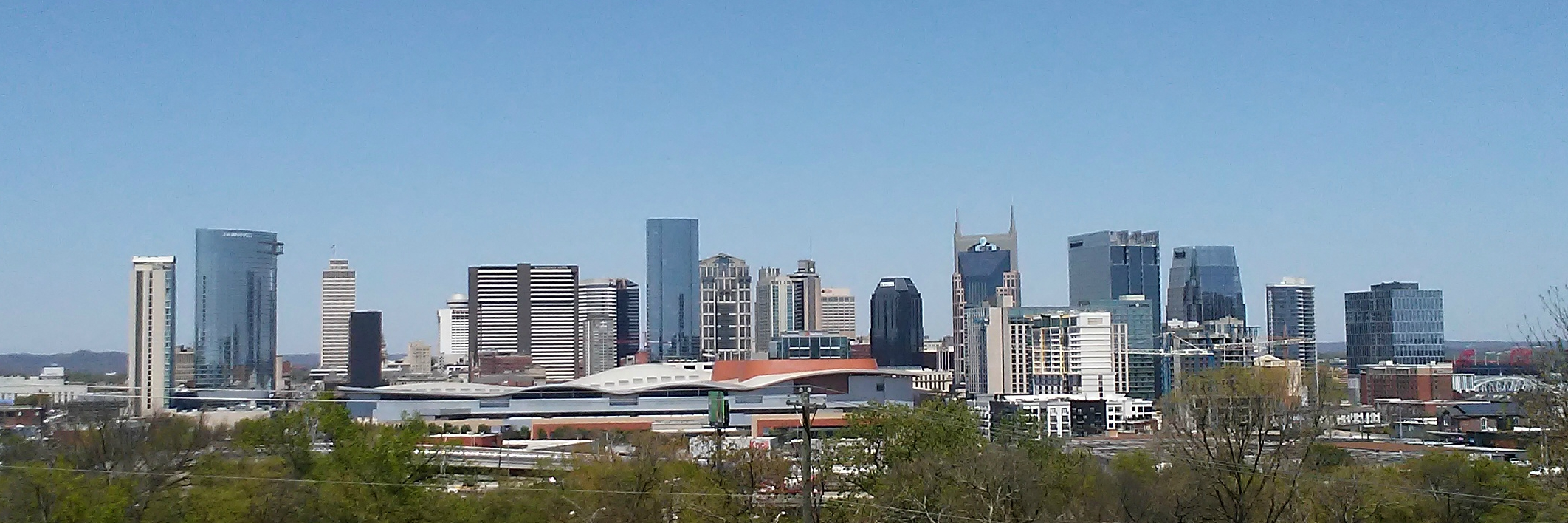
フォート・ネグリーから望むナッシュビルの高層建築群 (2018年)

ナッシュビルのダウンタウンにはエンタテイメント、レストラン、文化、建築を楽しめる様々な施設がある。ブロードウエイと2番街にはエンタテイメント施設、ナイトクラブ、多様なレストランなどがある。ブロードウエイ北にはビジネスの中心地、レジスレイティヴ・プラザ、キャピトル・ヒル、バイセンテニアル・モール州立公園がある。町中に文化、建築を楽しめる施設がある。
ダウンタウン近くには州間高速道路40号線、65号線、24号線が通り、近隣への運転が可能である。
ナッシュビルの最初の高層ビルライフ&カジュアルティ・タワー（英語版）が1957年に完成し、その後ダウンタウンにさらに高層ビルが建設されるようになった。通称「バットマン・ビル」として知られるAT&Tビルが1994年に完成すると、2000年代中期までダウンタウンでは続々と建設が行なわれた。現在ナッシュビル内外に多くの新たな大型アパートが建設または計画されている。近年ではピナクル（ピナクル・アット・シンフォニー・プレイス）（英語版）が2010年に完成し、2017年にはブリヂストン・アメリカ本社がダウンタウンのスカマホン・シンフォニー・センター向かい、カントリー殿堂博物館隣に完成予定である。
多くの公共施設が計画、建設、完成している。近年、新たな市営バスのハブや、実験的プロジェクトである通勤鉄道のミュージック・シティ・スターの駅がダウンタウンに完成した。パブリック・スクエアなどのいくつかの公立公園が建設されており、リバーフロント・パークは拡大が計画されている。ミュージック・シティ・センターは敷地面積11万m2 (120万平方フィート) 、のべ床面積3万4,000m2 (37万平方フィート) の見本市・国際会議場として2013年5月に開業した。

## 人口動勢

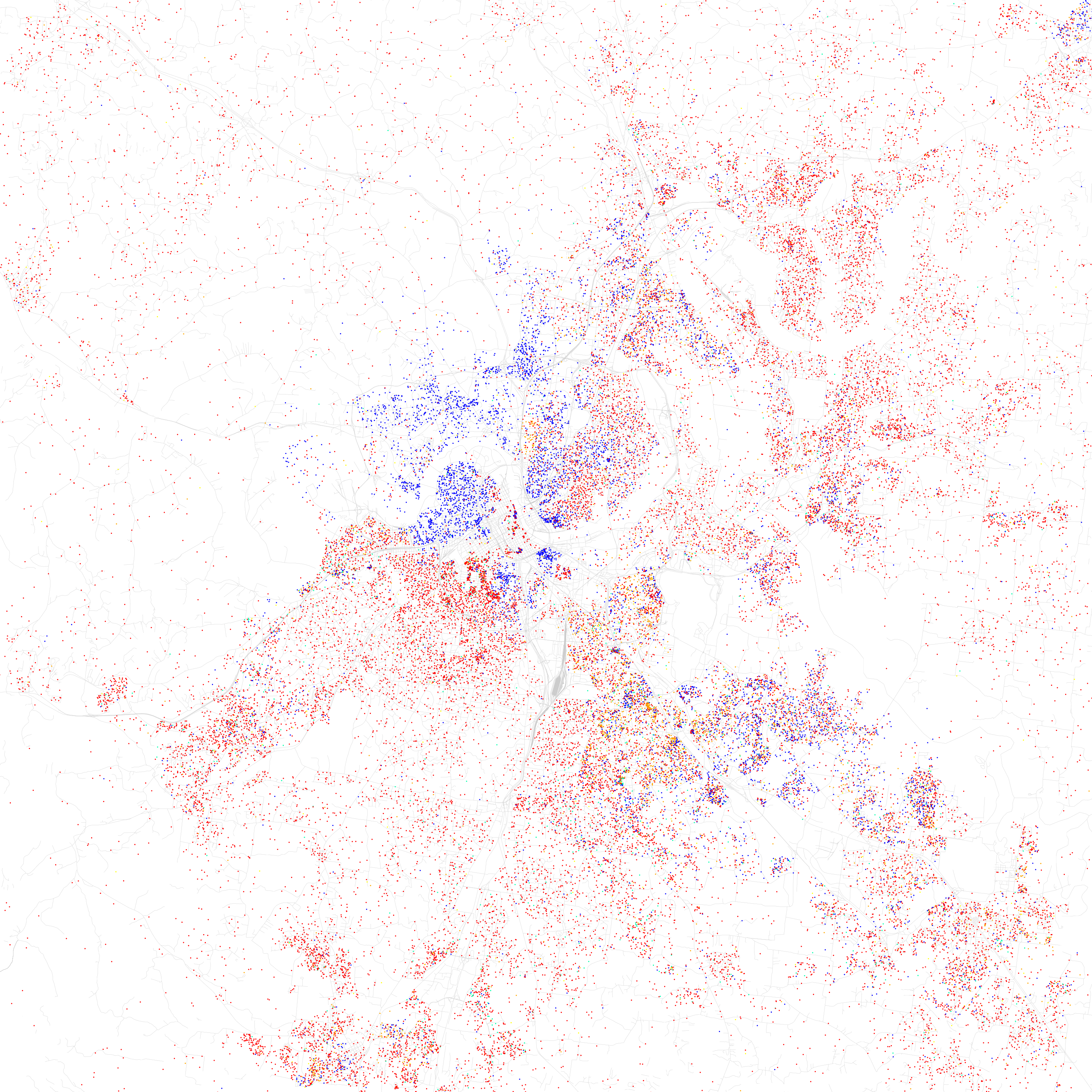
ナッシュビルの人種分布（2010年アメリカ合衆国国勢調査による）。
ドット1点は25人を表現: 白、黒、アジア系、ヒスパニック系、その他（黄）

2016年アメリカ自治体調査（英語版）によると人口は66万7,885人である。平均人口密度は512人/km2 (1,325人/mi2) で、住宅軒数は29万4,794戸、単位面積当たり密度は225.8戸/km2 (584.9戸/mi2) である。
2010年の国勢調査によると、この都市の人種構成は白人65.5% (非ヒスパニック系白人58.6%)、アフリカ系アメリカ人28.6%、先住民0.8%、アジア3.5%、太平洋諸島系0.1%、混血1.4%である。人口の9.0%はヒスパニックまたはラテン系である（人種不問）。1970年の統計では非ヒスパニック系白人は全体の79.5%を占めた。
ナッシュビル・デイヴィッドソン地域の独立都市を除く人口を調整済みデータで示す。
| 人種構成                                | 2017  | 2010  | 1990  | 1980  | 1970   |
| --------------------------------------- | ----- | ----- | ----- | ----- | ------ |
| 白人                                    | 65.2% | 65.5% | 73.8% | 75.7% | 80.1%0 |
| —ヒスパニック系以外                     | 56.4% | 58.6% | 73.2% | 75.2% | 79.5%0 |
| 黒人もしくはアフリカ系アメリカ人        | 28.1% | 28.6% | 24.3% | 23.3% | 19.6%0 |
| ヒスパニック系またはラテン系 (人種不問) | 10.1% | 9.0%  | 0.9%  | 0.8%  | 0.6%0  |
| アジア系                                | 3.7%  | 3.5%  | 1.4%  | 0.5%  | 0.1%0  |
| アメリカ先住民およびアラスカ先住民      | 0.5%  | 0.8%  | 0.2%  | 0.1%  | 0.1%0  |
| ハワイ先住民・太平洋諸島系              | 0.1%  | 0.1%  | N/A   | N/A   | N/A    |

住民は25万4,651世帯、14万1,469家族 (世帯の55.6%) が暮らしている。家族世帯の37.2%が同居する夫婦、14.1%が非婚女性世帯主、4.2%が非婚男性世帯主である。全世帯のうち27.9%に18歳以下の子供がおり、18.8%が1人以上の65歳超の者と同居している。家族と同居しない44.4%の世帯の内訳は単身世帯36.2%、8.2%が65歳以上の独居である。世帯の平均人数は2.38人、家族の平均人数は3.16人である。
この都市内の住民は22.2%が18歳未満の未成年、18歳以上24歳以下が10.3%、25歳以上44歳以下が32.8%、45歳以上64歳以下が23.9%で、65歳以上が10.7%を占める。中央値年齢は34.2歳である。女性100人に対して男性は94.1人、18歳以上では女性100人に対して男性は91.7人である。

### 所得
この都市の世帯平均年収は世帯単位4万6,141米ドル、家族世帯は5万6,377米ドルである。平均収入は男性の4万1,017米ドルに対して女性は3万6,292米ドルで、1人当たりの収入（per capita income）は2万7,372米ドルである。人口の18.2%および家族の13.9%は貧困線以下である。全人口のうち18歳未満の29.5%および65歳以上の9.9%は貧困線以下の生活を送っている。25歳以上の住民の33.4%が学士以上の学位を持っている。
物価の安さや求人率の高さから、ナッシュビルは難民に人気となっている。1990年からの10年間で移民人口は1万2,662人から3万9,596人へ3倍以上になった。最も多い人種はメキシコ人、クルド人、ベトナム人、ラオス人、アラブ人、ソマリ族である。またアンティオーク (テネシー州)（英語版）には小さいながらもアフガニスタンやパキスタンからのパシュトゥーン人のコミュニティがある。
ナッシュビルにはアメリカ最大の約1万1,000人のクルド人コミュニティがある。2009年、約6万人のブータン難民がアメリカに渡り一部がナッシュビルへの定住を希望した。2005年、イラクの選挙の際、ナッシュビルは数少ない国外投票拠点の1つとなった。ナッシュビルのユダヤ系アメリカ人の歴史は150年前までさかのぼり住民は8,000人（2015年）、ユダヤ系大学生2,000人となった

### 都市圏
2017年現在、ナッシュビル都市圏は13郡人口190万3,045人でテネシー州最大の都市圏となっている。中部テネシー41郡のうちナッシュビルの大都市統計地域は13郡で、キャノン郡、チータム郡、デイヴィッドソン郡、ディクソン郡、ヒックマン郡、メイコン郡、ロバートソン郡、ラザフォード郡、スミス郡、サムナー郡、トラウスデール郡、ウィリアムソン郡、ウィルソン郡を包括している。2017年のナッシュビル・デイヴィッドソン郡・マーフリーズボロ・コロンビア広域都市圏の人口は202万7,489人である。

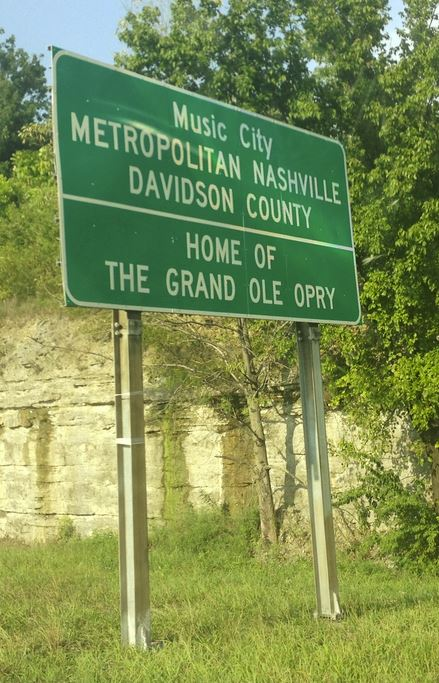
市の境に設置されている標識には「ミュージック・シティ」「グランド・オール・オープリーの本拠地」と表示されている

## 経済
「カントリー・ミュージックの本拠地」として、ナッシュビルはレコーディングやプロデュースの主要地となっている。大手レコード会社4社同様、多くのインディペンデント・レーベルがナッシュビル、主にミュージック・ロウに事務所を構えている。1984年からギブソンの本社がある。1960年代より、ニューヨークに続き全米で2番目の音楽産業の街となっている2006年現在、ナッシュビルの音楽産業は地域から1万9,000人を雇用し、年間64億ドルの経済効果を生み出している。
ナッシュビルは音楽産業や観光地として知られているが、最大の産業は医療である。ナッシュビルには世界最大の民間病院経営者のホスピタル・コーポレーション・オブ・アメリカ (HCA)（英語版）など300以上の医療会社がある。2012年現在、地域で20万人を雇用し、年間300億ドルを生み出している。
中部テネシーにおいて自動車産業の重要性が高まっている。2006年に日産自動車の本社がカリフォルニア州ガーデナからナッシュビル南西のフランクリンに移転した。また日産は北米最大の工場をスマーナに所有している。1992年よりブリヂストンの本社がナッシュビルにあり、2017年にはダウンタウンへの社屋移転と業務拡大が行なわれることとなった。日産やブリヂストンなどの発展に伴い、ナッシュビル近辺に日系企業が増えたことから、ルイジアナ州ニューオリンズから日本総領事館がナッシュビルのパルマー・プラザ（英語版）に移転した。
ナッシュビルの他の主な産業は、保険、金融、出版 (主に地域的な出版) などがある。またナッシュビルにはユナイテッド・メソディスト教会、南部バプテスト連盟、ナショナル・バプティスト・コンヴェンション・USA、フリーウィル・バプテストなどのプロテスタント系宗派の本部がある。
1912年にナッシュビルで創業したグー・グー・クラスターなど、人気のある南部の菓子で知られている。
『フォーチュン500』に掲載されたナッシュビルの企業は、デル、HCA、ダラー・ジェネラル（英語版）である。
2013年、『フォーブス』誌はビジネスやキャリアに良い場所としてナッシュビルを第5位にランク付けした。

### 雇用数
ナッシュビル市の2014年包括年次財務報告書による上位雇用者を以下に示す。
| #  | 雇用主                                                                 | 従業員数 |
| -- | ---------------------------------------------------------------------- | -------- |
| 1  | ヴァンダービルト大学および大学病院（英語版）                           | 23,021   |
| 2  | ナッシュビル・デイヴィッドソン郡政府（英語版）および公立学校（英語版） | 18,508   |
| 3  | テネシー州政府                                                         | 18,200   |
| 4  | 連邦政府                                                               | 12,177   |
| 5  | 日産自動車                                                             | 8,500    |
| 6  | HCA                                                                    | 7,000    |
| 7  | セント・トーマス病院（英語版）                                         | 6,500    |
| 8  | ランスタッド                                                           | 3,400    |
| 9  | ショニーズ（英語版）                                                   | 3,000    |
| 10 | クローガー                                                             | 2,863    |

## 文化
20世紀初頭、ヴァンダービルト大学はジョン・クロウ・ランサム、アレン・テイト、ロバート・ペン・ウォーレンなどが所属した文筆グループであるフュジティヴズ、アグラリアンズで知られていた。
カントリー関連以外での人気のある観光地は植民地時代の住居を再現したナッシュボロ砦（英語版）、南北戦争の戦場であるフォート・ネグリー、テネシー州立博物館、アテネのパルテノン神殿の原寸大レプリカのパルテノン神殿などである。またテネシー州会議事堂は現在も稼働している全米最古の会議事堂の1つである。アンドリュー・ジャクソンの邸宅ハーミテージは一般公開されている大統領の邸宅で最古のものの1つである。

### 飲食
ナッシュビルは音楽で最もよく知られているが、名物料理でも有名である。最も人気のある名物料理にはホットチキン、ホットフィッシュ、バーベキュー、メインと3種のサイド・メニューのミート・アンド・スリー（英語版）がある。ナッシュビルの美食文化は『トラベル+レジャー』誌で第13位にランク付けされた。

### エンタテイメントおよびパフォーミング・アーツ

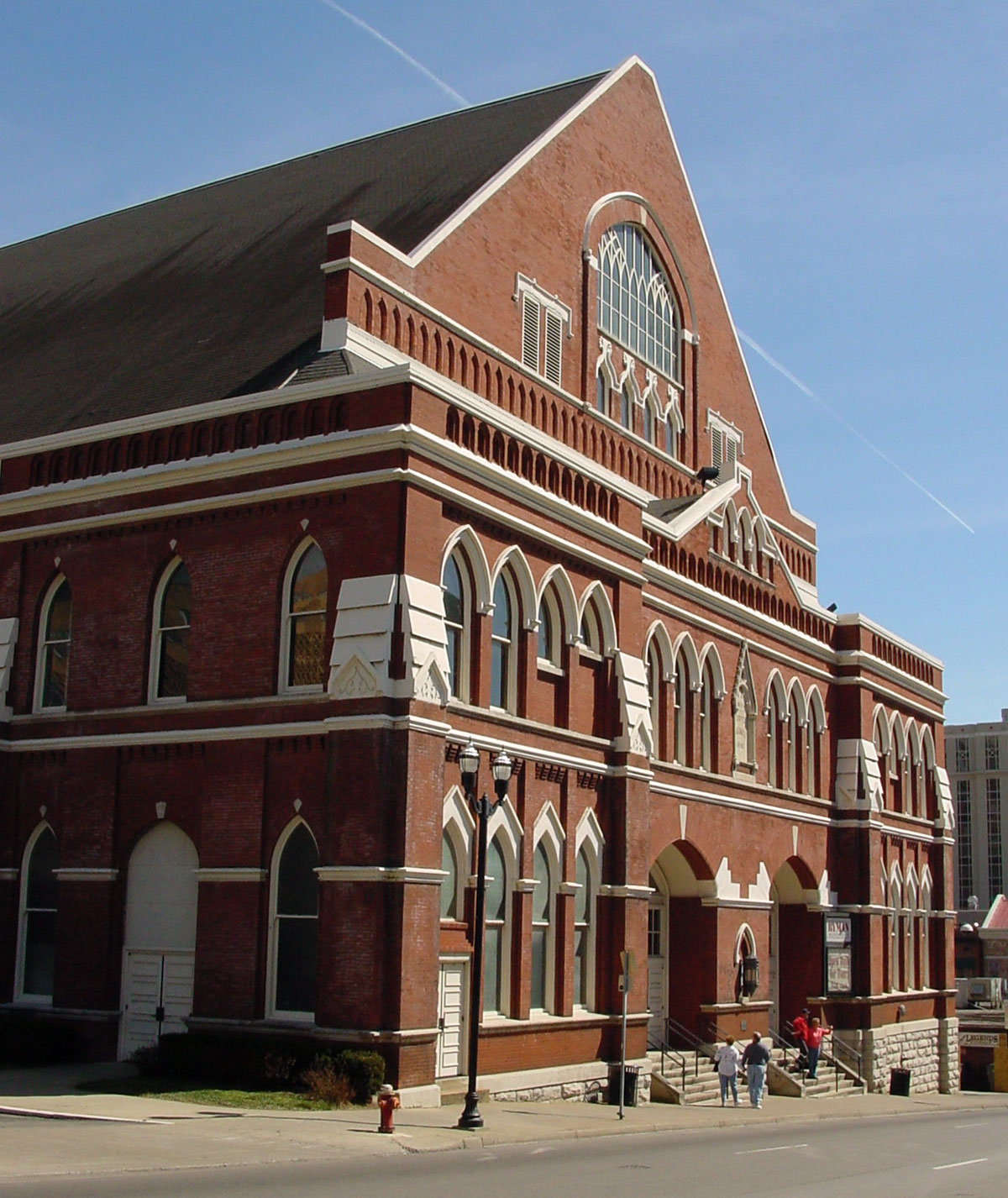
ライマン公会堂は「カントリー・ミュージックの母なる教会」

ナッシュビルは様々なジャンルの音楽やエンタテイメントにあふれている。テネシー・パフォーミング・アーツ・センターはパフォーミング・アーツの主要な公演地であり、テネシー・レパートリー・シアター、ナッシュビル・オペラ、ナッシュビル・バレエの本拠地となっているほか、ブロードウエイ・ミュージカルの全米ツアーが上演される。2006年9月、ナッシュヴィル交響楽団の本拠地としてスカマホン・シンフォニー・センターが開設された。
「ナッシュビル」という言葉自体がカントリー・ミュージック業界を表すように、カントリー・ミュージック殿堂博物館、ベルコート・シアター、ライマン公会堂などカントリー・ミュージック関連施設が観光客に人気である。1974年にダウンタウンから14 km (9マイル) 東に移転するまでライマン公会堂から『グランド・オール・オープリー』が生中継されていた。現在『グランド・オール・オープリー』はオープリー・ミルズ隣のグランド・オール・オープリー・ハウスで週に何回か生中継されているが、毎年冬にはライマン公会堂から生中継される。
ダウンタウンには多くのライヴ・ハウスやホンキートンクのバーがあり、このロウワー・ブロードウエイ、2番街、プリンターズ・アレイ（英語版）は「ディストリクト」と呼ばれる。
毎年CMAミュージック・フェスティバル (旧ファン・フェア) が行なわれ、何千ものカントリー・ファンがナッシュビルを訪れる。毎年9月にはテネシー・ステート・フェア（英語版）が行なわれる。
1960年代から1980年代、ナッシュビル・ネットワーク（英語版）・現RFD-TV（英語版）から『Hee Haw 』、『Pop! Goes the Country 』などカントリー関連のテレビ番組が全米放送されていた。現在もケーブルテレビのカントリー・ミュージック・テレビジョン、グレート・アメリカン・カントリー（英語版）が全米に放送されている。1972年から1997年、遊園地オープリーランドUSAが操業されていたが、閉園後撤去されて巨大ショッピング・モールのオープリー・ミルズとなった。
コンテンポラリー・クリスチャン・ミュージック業界も近隣のウィリアムソン郡の影響を受けつつナッシュビルのミュージック・ロウを基盤としている。このジャンルのレコード会社にはEMIクリスチャン・ミュージック・グループ、プロヴィデント・レーベル・グループ、ワード・レコードなどがある。
ミュージック・ロウの16番街および17番街にはコンテンポラリー・クリスチャン・ミュージック以外にも多くのゴスペル関連会社がある。

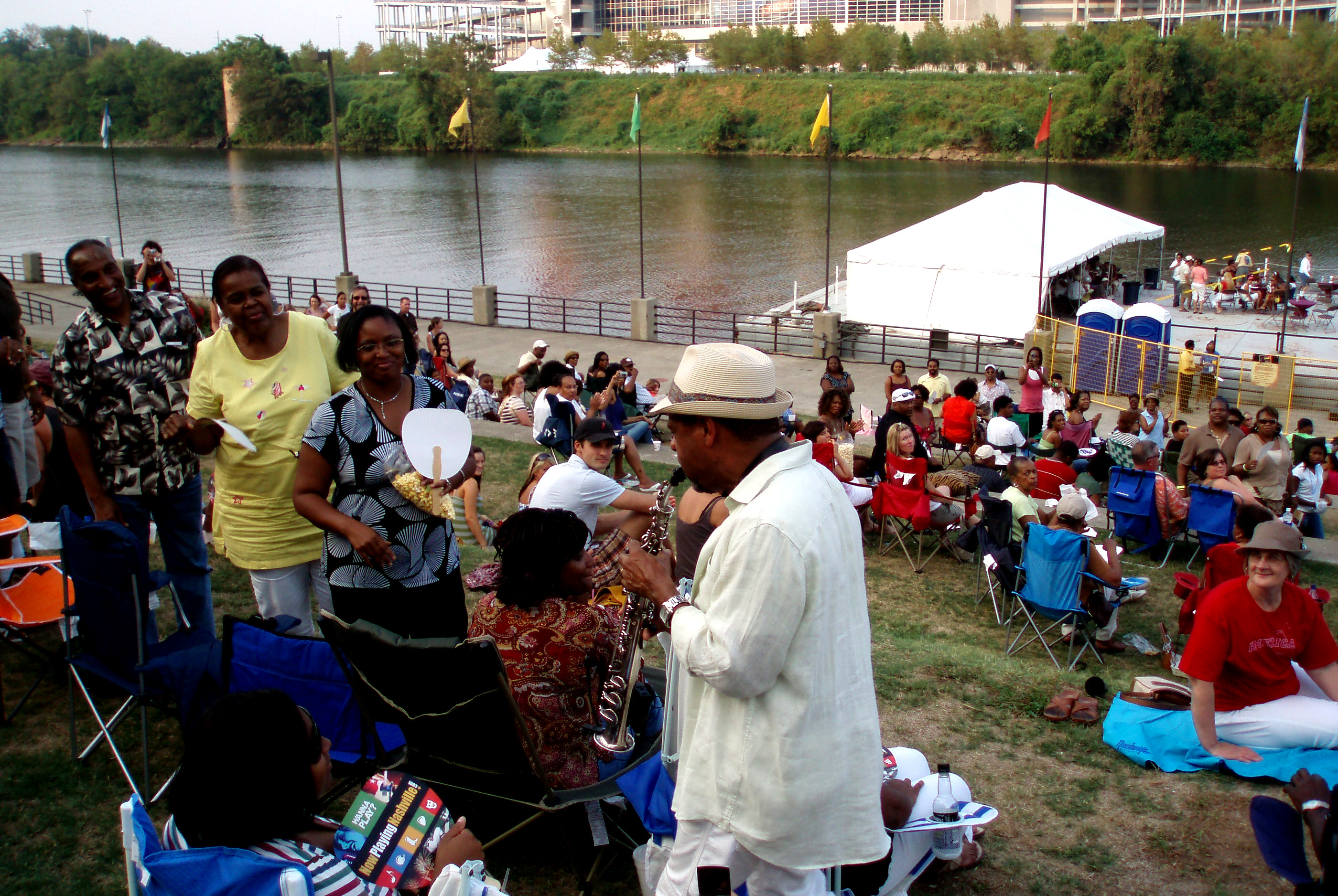
2007年、リバーフロントの観客席で演奏するカーク・ウェイラム

ジャズの街としては知られていないが、デイヴ・コンヴァース率いるナッシュビル・ジャズ・マシンやその後のジム・ウイリアムソン率いるナッシュビル・ジャズ・オーケストラ、ビリー・アデア率いるエスタブリッシュメントなど多くの素晴らしいジャズ・バンドが存在している。1929年から1945年、ザ・ハーミテージ・ホテルのオーク・バー・アンド・グリル・ルームでフランシス・クレイグ・オーケストラが客を楽しませた。クレイグのオーケストラはローカル・ラジオのWSM-AMのみならず、NBCラジオに12年間出演し続けた。1930年代後期、彼はヒューム・フォグ高等学校とヴァンダービルト大学を卒業した地元出身の新人ダイナ・ショアを紹介した。
マーフリーズボロ近くのラジオ局WMOT-FMはかつてジャズ専門局であったが、現在週末のみジャズを専門に流しており、近年のナッシュビルでのジャズ復興を助け、非営利団体ナッシュビル・ジャズ・ワークショップは北部のジャーマンタウンにある改装した建物内でコンサートや講座を行なっている。フィスク大学もジャズ専門局WFSKを所有している。
舞台公演も盛んで、複数のプロ劇団やローカル・シアターが活動している。ナッシュビル・チルドレンズ・シアター、テネシー・レパートリー・シアター、ナッシュビル・シェイクスピア・フェスティバル、ダンス・シアター・オブ・テネシー、テネシー・ウーメンズ・シアター・プロジェクトなどが主なプロのカンパニーである。ローカル・シアターのサークル・プレイヤーズは60年以上活動を続けている。

### 観光
音楽の町（Music City）とニックネームが付いている通り、アメリカのカントリー&ウェスタン・ミュージックの本拠地である。多くの観光客が世界最長寿ライヴ番組『グランド・オール・オープリー』のライヴを観に行く。カントリー・ミュージックのファンに人気のカントリー・ミュージック殿堂博物館も目玉の1つである。ゲイロード・オープリーランド・リゾート・アンド・コンベンション・センターやショッピングモールのオープリー・ミルズ、遊覧船のジェネラル・ジャクソン（英語版）・ショウボート乗り場は全て通称ミュージック・ヴァレイにある。
南北戦争史もナッシュビルの観光に重要な出来事の1つである。ベル・ミード・プランテーション、カーントン、ベルモント・マンションなどナッシュビルの戦いや近郊の第二次フランクリンの戦い、ストーンズリバーの戦いのゆかりの地が随所にある。
またフリスト・センター・フォー・ヴィジュアル・アーツ、チークウッド・ボタニカル・ガーデン・アンド・ミュージアム・オブ・アート、テネシー州立博物館、ジョニー・キャッシュ博物館、フィスク大学のヴァン・ヴェクトゥン・アンド・アーロン・ダグラス・ギャラリー、ヴァンダービルト大学のファイン・アート・ギャラリーやサラット・ギャラリー、原寸大復元建築パルテノン神殿など、美術館や博物館も豊富である。
- ザ・ディストリクト - ナッシュビル中心地で古い町並みが残る地域。
- ブロードウェイ - カントリー&ウェスタンのライブハウス、バーが建ち並ぶ通り。
- カントリー・ミュージック・ホール・オブ・フェーム（Country Music Hall of Fame） - カントリーミュージックの殿堂博物館。
- グランド・オール・オプリ（The Grand Ole Opry） - カントリーミュージックの老舗番組で、その公開収録会場。現在は郊外にホテルおよびコンベンションセンターとして開業。野外音楽イベントもよく行われる。
- AT&Tビル（AT&T Building） - バットマンビルとも呼ばれる特異な形状のビルであり、テネシー州全体でも最も高いビル。
- ナッシュビル・スーパースピードウェイ - NASCAR、IRLなどが開催されるサーキット。
- ベルモント・マンション - 歴史的な邸宅。
- フリスト・センター・フォー・ヴィジュアル・アーツ - 旧郵便局を利用した美術館。
- ミュージック・シティ・センター - ブロードウェイ南側にあるコンベンション・センター。
- ゲイロード・オープリーランド・リゾート・アンド・コンベンション・センター

#### 毎年行われるイベント
| イベント名                                                         | 時期および場所 |
| ------------------------------------------------------------------ | --- |
| ナッシュビル・フィルム・フェスティバル                             | 4月、何百ものインディペンデント映画が上映される。アメリカ南部最大の映画祭の1つである。 |
| ナッシュビル・ファッション・ウィーク                               | 主に3月または4月、地元内外のデザイナーに焦点をあて、市内各地でファッション・ショーを行なう。 |
| カントリー・ミュージック・マラソン（英語版）                       | 4月、マラソンおよびハーフ・マラソンが開催され、世界中から参加者が集まる。2012年の参加者は約3万人であった。 |
| イロコイ・スティープルチェイス                                     | 5月、パーシー・ワーナー・パーク（英語版）にて競馬の障害競走が行なわれる。 |
| CMAミュージック・フェスティバル                                    | 6月の4日間に亘るイベントでカントリー・ミュージックのスターたちが集まり、コンサートだけでなくサイン会や交流会のほか様々なイベントが行われる。                                                                                   |
| ナッシュビル・プライド（英語版）                                   | 6月、パブリック・スクエア・パークにて中部テネシーのLGBTの啓発イベントが行われる。2015年にはおよそ1万5,000人–2万人と、初めて開催されてから最多の参加者を集めた。                                                                |
| レット・フリーダム・シング!                                        | 7月4日の独立記念日、リバーフロント・パークにて祭、ライヴ、花火が行なわれる。 |
| トマト・アート・フェスティバル                                     | 8月、イースト・ナッシュビルにてトマト関連のアートのイベントが行われる。 |
| アフリカン・ストリート・フェスティバル                             | 9月、テネシー州立大学のキャンパスで行われる。 |
| ライヴ・オン・ザ・グリーン・ミュージック・フェスティバル（英語版） | 8月と9月、ローカル・ラジオ局ライトニング100主催でパブリック・スクエア・パークにて無料コンサートが行われる。 |
| テネシー・ステート・フェア                                         | 9月の9日間、ステート・フェアグラウンドにて祭、遊園地、ロデオ、トラクター引き大会などのステート・フェアが行なわれる。 |
| セレブレート・ナッシュビル・カルチュラル・フェスティバル           | 10月、センテニアル・パークにて、音楽、舞台、飲食物、売店などがある中部テネシー最大の入場無料の国際文化イベント。日本のブースでは浴衣の試着、折り紙、書道、伝統玩具展示などが行なわれる。                                       |
| ナッシュビル・オクトーバーフェスト                                 | 10月、ジャーマンタウンにてドイツのビールや飲食物の売店のある入場無料イベントが行われる。 |
| サザン・フェスティバル・オブ・ブックス                             | 10月、朗読、パネル展示、作者サイン会、書籍販売会などのイベントが行われる。 |
| CMAアワード                                                        | 11月、ブリヂストン・アリーナにてカントリー・ミュージック最大の授賞式が行われ、全米にテレビ中継される。 |
| ヴェテランズ・デイ・パレード                                       | 11月11日11時11分11秒から、ブロードウエイにて1951年からパレードが行われている。第101空挺師団 (ヘリボーン)、テネシー州兵、昨今の退役軍人、軍用航空機上空飛行、タンク、バイク、緊急救援車、マーチング・バンドに焦点をあてている。 |

### ニックネーム
様々な視点によりニックネームがつけられている:
- ミュージック・シティUSA: 1950年、ラジオ局WSM-AMのアナウンサーであるデイヴィッド・コブが使い始めて定着した。現在ナッシュビル観光局により正式に使用されている。ナッシュビルはライヴ放送『グランド・オール・オープリー』の本拠地であり、カントリー・ミュージック殿堂、その他多くのレコード会社がある[72]。語源は1874年にまでさかのぼり、フィスク・ジュビリー・シンガーズの演奏を聴いたイギリスのヴィクトリア女王が「この若者たちはきっと音楽の街 (ミュージック・シティ) から来たのでしょう」と語ったことから始まったとされるCITEREFfisk2-12007。
- 南部のアテネ: 1897年、州制100周年記念万博の機会にパルテノン神殿が原寸大で複製され、また市内にクラシックな建物が多いことからこのニックネームがつけられたCITEREFKreyling19961996。ナッシュビル大学学長フィリップ・リンズリー（英語） (1786-1855) によりこの呼び名が広まったが、最初に名付けたのかどうかは定かではない。
- プロテスタント・バチカン[73]またはバイブル・ベルトのバックル: 市内に700ヶ所以上の教会[74]、 いくつかの神学校、多くのクリスチャン・ミュージック関連会社、南部バプテスト連盟 (ライフウエイ・クリスチャン・リソースィズ)、ユナイテッド・メソディスト教会 (ユナイテッド・メソディスト・パブリッシング・ハウス)、ナショナル・バプティスト・コンヴェンション (サンデイ・スクール・パブリッシング・ボード)などクリスチャン関連出版社本社がある。またナショナル・バプティスト・コンヴェンション、ナショナル・アソシエーション・オブ・フリー・ウイル・バプティスツ、国際ギデオン協会、ゴスペル・ミュージック・アソシエーション、世界最大聖書出版社トーマス・ネルソンの本部がある[75]。
- キャッシュビル: ナッシュビル出身ヤング・バックのラップのアルバム『Straight Outta Cashville 』がヒットし、若い世代にこのニックネームが広がった[76]。
- リトル・カーディスタン: クルド人が約1万1,000人おり、全米一クルド人の人口が多い[47][77]。
- ナッシュ・ベガスまたはナッシュベガス: ダウンタウンでは毎日ライヴ・ミュージックが演奏され、多くの観光客が訪れることからラスベガスになぞり名付けられた[78]。

他にホット・チキンで知られることから「ホット・チキンの首都」ともいわれている。毎年ミュージック・シティ・ホット・チキン・フェスティバルが行なわれ、多くのレストランで南部のフライドチキンの辛い版であるホット・チキンを提供している。

## スポーツ
1938年にアメリカン・フットボール・リーグにナッシュビル・レベルズが参加した。アリーナフットボールリーグには2つのナッシュビル・キャッツがあり、1つは1997年から2001年に活動し、その後アトランタに売却されジョージア・フォース（英語）と改名した。もう1つは2005年から2007年に活動していたが解散した。全米で2番目に最古のサーキットであるフェアグラウンズ・スピードウェイ（英語）がある。リトルリーグのチームが3球団あり、しばしばリトルリーグ・ベースボール・ワールドシリーズに進出しており、2012年にグッドレッツヴィルのリトルリーグがワールドシリーズに進出してから3年連続でナッシュビル都市圏から出場している。ちなみに2012年は決勝戦まで進出し、東京北砂に敗退した。

### プロスポーツ

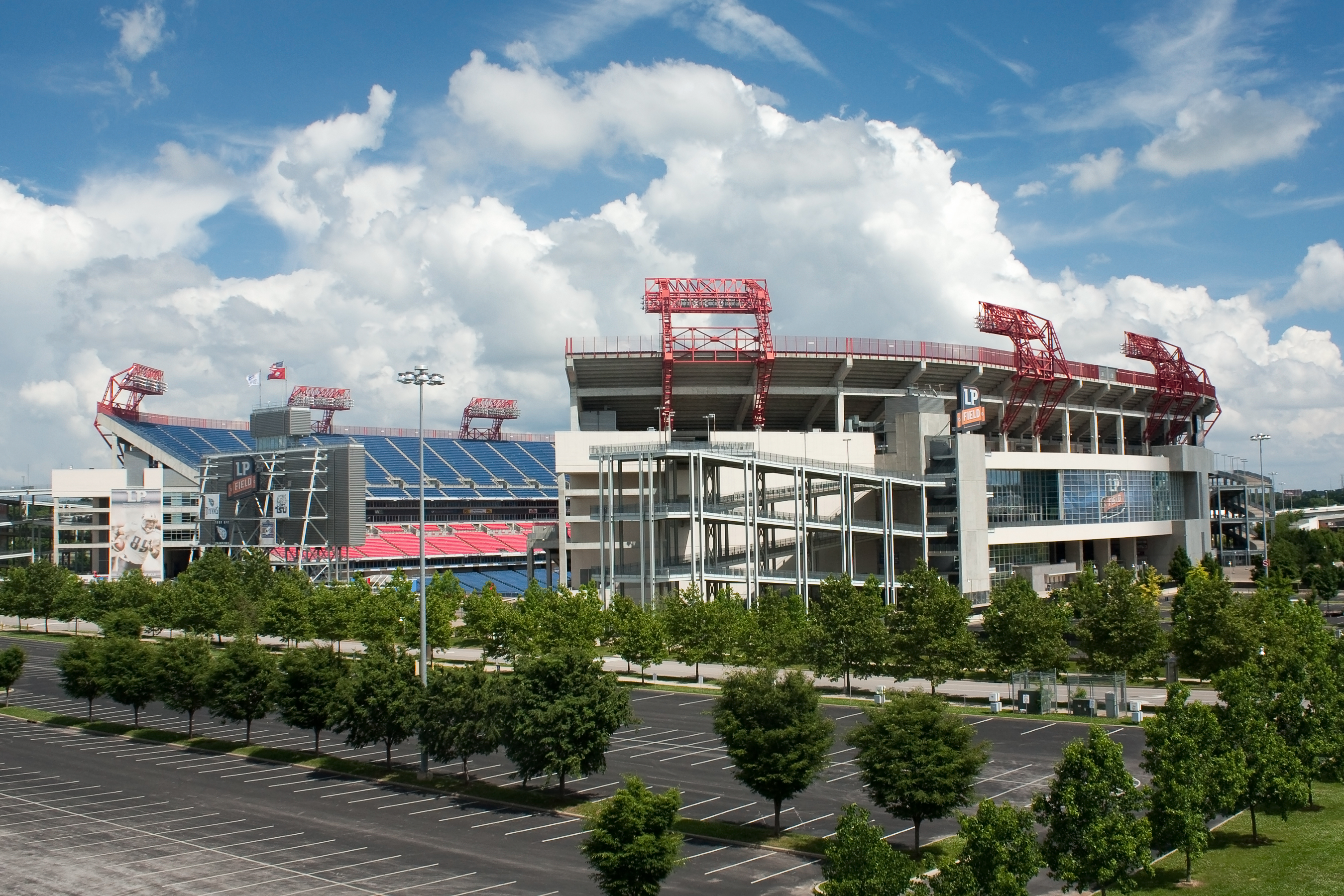
ニッサン・スタジアム

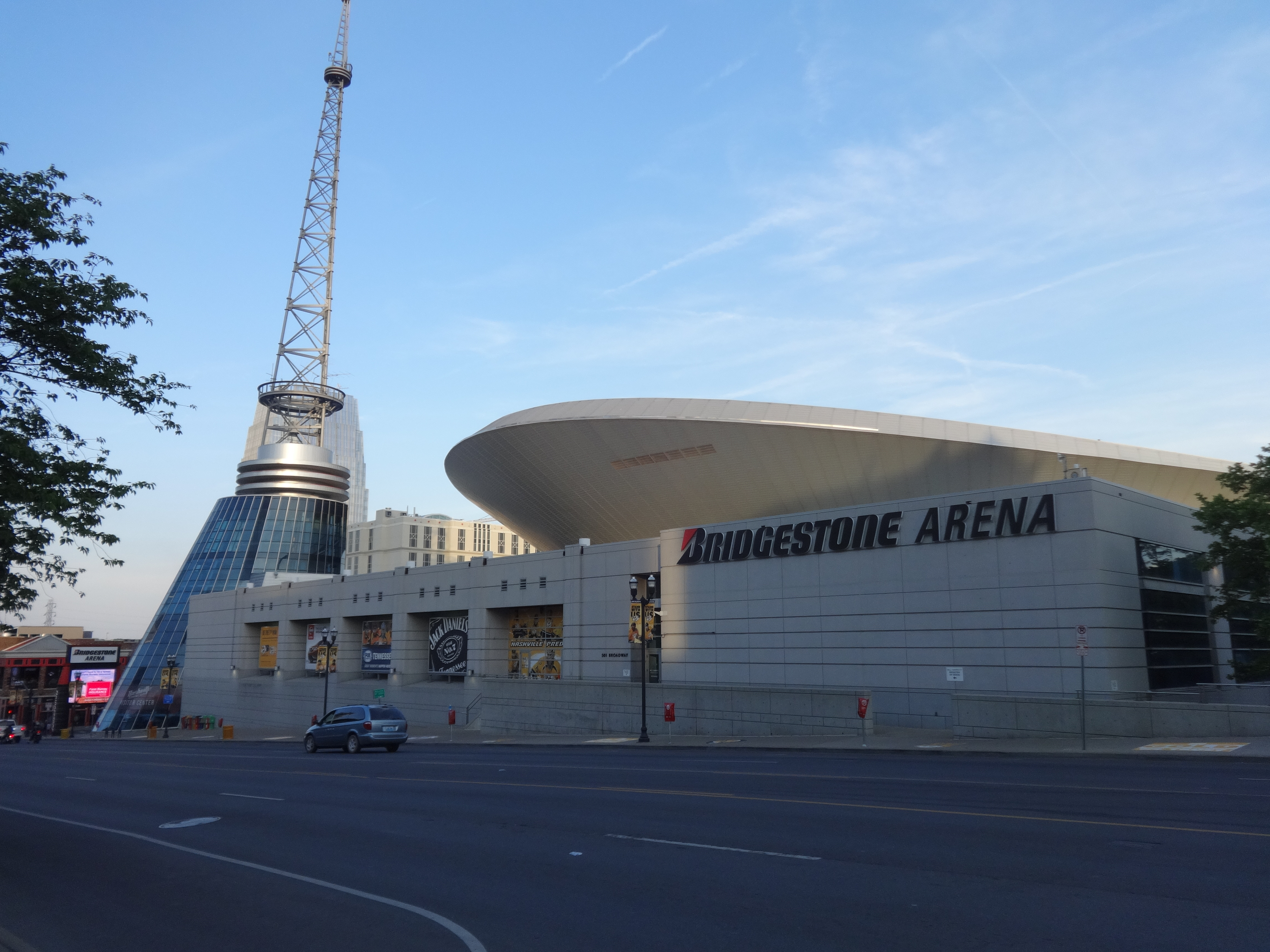
ナッシュビル・プレデターズが籍を置くブリヂストン・アリーナ

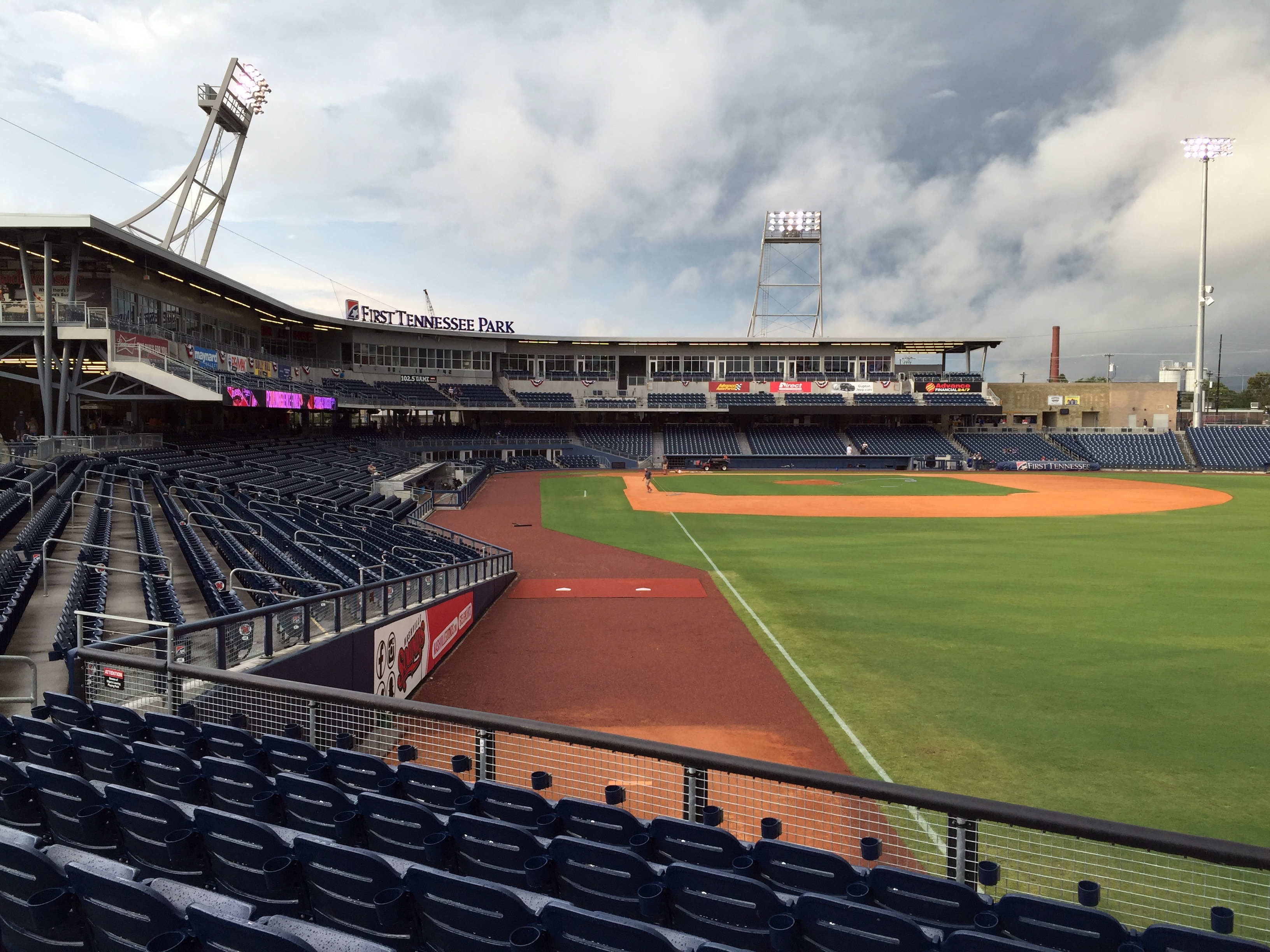
ファースト・テネシー・パークはナッシュビル・サウンズとナッシュビルFCの本拠地。

ナッシュビルにはいくつかのプロ・スポーツのチームがあり、代表的なものはNFLのテネシー・タイタンズ、NHLのナッシュビル・プレデターズである。またMLBのナッシュビル・サウンズ（マイナーリーグ）の本拠地である。他にNASCARのウィレン・オール・アメリカン・シリーズのサーキット場のフェアグラウンズ・スピードウェイも所有している。
| チーム名                   | ジャンル               | リーグ                                             | 施設                                         | 創立年 |
| -------------------------- | ---------------------- | -------------------------------------------------- | -------------------------------------------- | ------ |
| テネシー・タイタンズ       | フットボール           | ナショナル・フットボール・リーグ                   | ニッサン・スタジアム                         | 1960年 |
| ナッシュビル・プレデターズ | アイスホッケー         | ナショナルホッケーリーグ                           | ブリヂストン・アリーナ                       | 1997年 |
| ナッシュビル・サウンズ     | 野球                   | パシフィックコーストリーグ                         | ファースト・テネシー・パーク                 | 1978年 |
| ナッシュビル・ヴェノム     | インドア・フットボール | プロフェッショナル・インドア・フットボール・リーグ | ナッシュビル・ミュニシパル・オーディトリアム | 2013年 |
| ナッシュビルSC             | サッカー               | メジャーリーグサッカー                             | ジオディス・パーク                           | 2020年 |

### 大学
全米大学体育協会 (NCAA) ディヴィジョンIのチームが4つある。またナッシュビルはNCAAカレッジフットボールミュージック・シティ・ボウルを主催している。

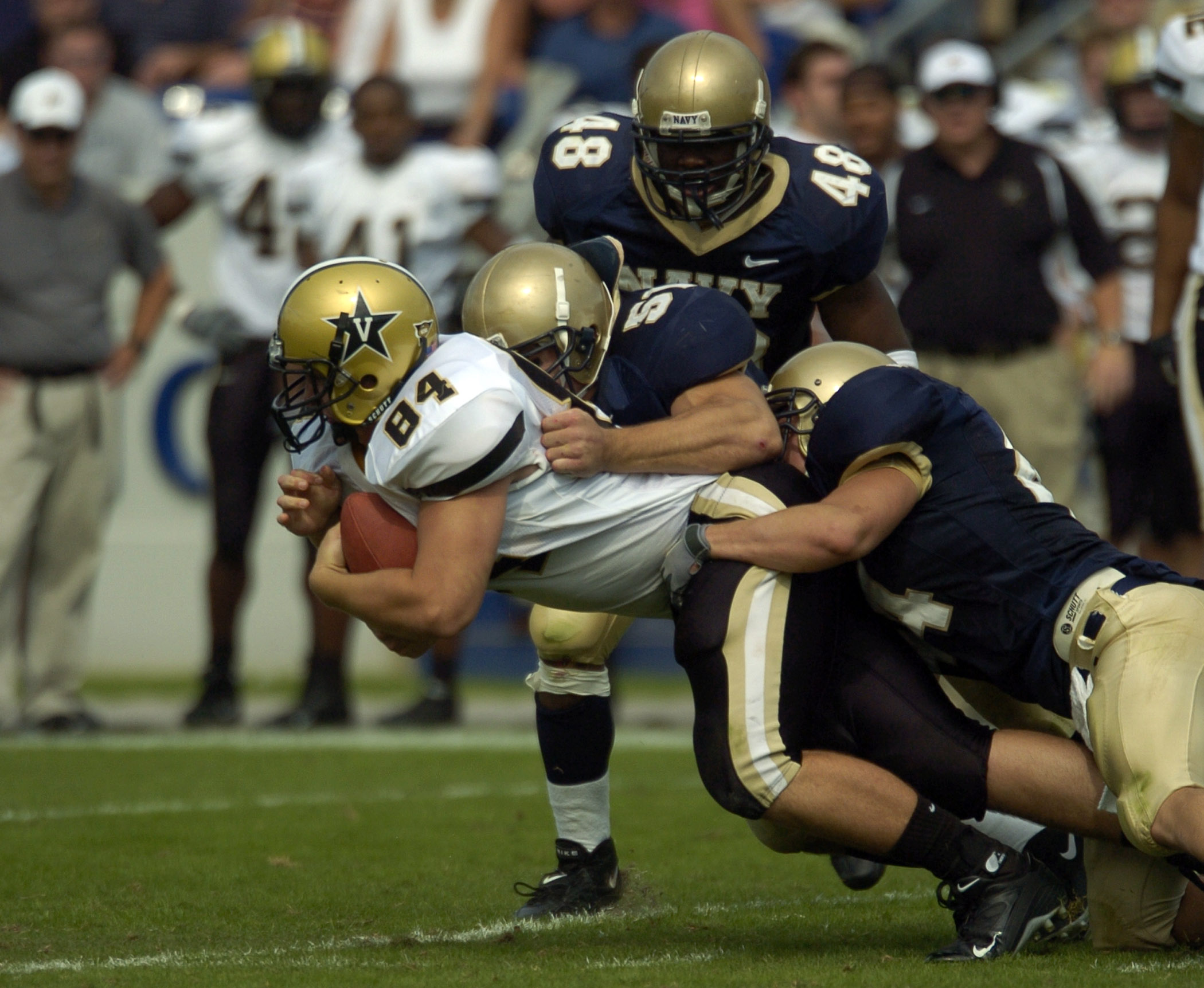
2004年、ヴァンダービルト大学対海軍兵学校

| チーム名                                          | ディヴィジョン                  | カンファレンス                         | 主な施設 |
| ------------------------------------------------- | ------------------------------- | -------------------------------------- | --- |
| ヴァンダービルト大学 ヴァンダービルト・コモドアズ | ディヴィジョンI (FBS )          | サウスイースタン・カンファレンス       | ヴァンダービルト・スタジアム (フットボール) メモリアル・ジムナジウム (バスケットボール) ホウキンス・フィールド (野球) |
| テネシー州立大学 テネシー・ステート・タイガーズ   | ディヴィジョンI (FCS )          | オハイオ・ヴァレイ・カンファレンス     | ニッサン・スタジアム (フットボール) ジェントリー・センター (バスケットボール)                                         |
| ベルモント大学 ベルモント・ブリュインズ           | ディヴィジョンI (non-football ) | オハイオ・ヴァレイ・カンファレンス     | カーブ・イベント・センター                                                                                            |
| リプスコム大学 リプスコム・バイソンズ             | ディヴィジョンI (non-football ) | アトランティック・サン・カンファレンス | アレン・アリーナ |

## 公園およびガーデン

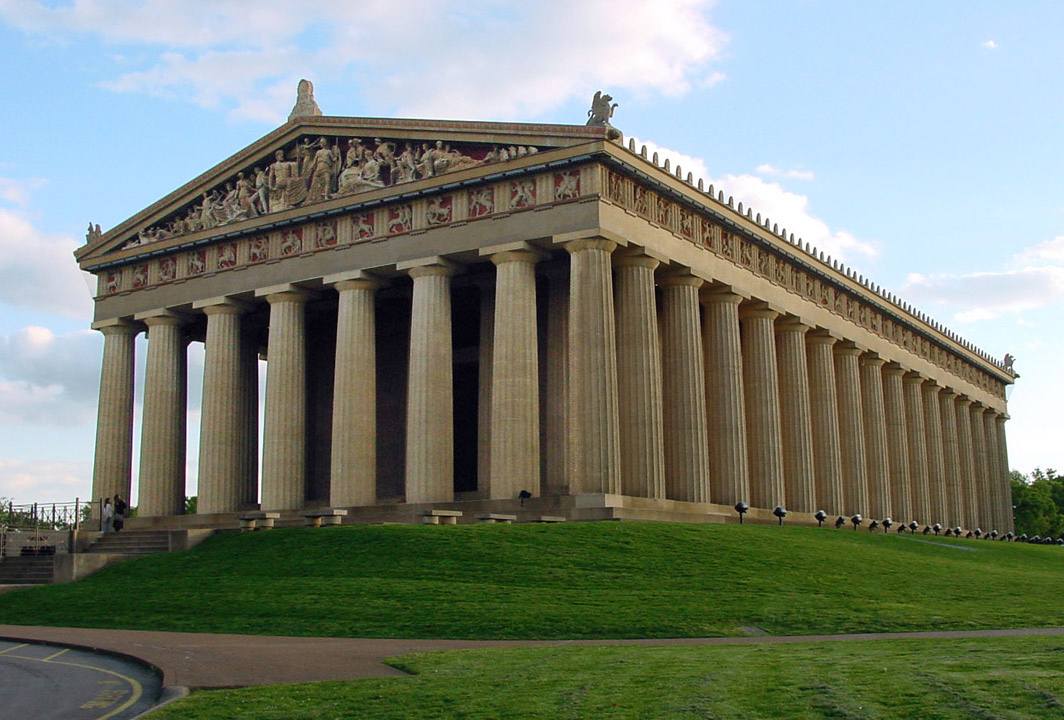
センテニアル・パークにある、ギリシャのパルテノン神殿の原寸大複製

ナッシュビル公園局はデイヴィッドソン郡総面積の3%以上にあたる4100ヘクタールの99ヶ所の公園や遊歩道を所有および管理している。
センテニアル・パークとシェルビー・パークは、ナッシュビルの代表的な都市公園である。
郊外のワーナー・パークスは460平方メートルの学習センター、32キロメートルの景観道路、19キロメートルのハイキング・トレイル、16キロメートルの馬道のある1,086ヘクタールの大公園である。また毎年イロコイ・スティープルチェイスが行なわれる。
アメリカ陸軍工兵司令部が管理するオールド・ヒッコリー湖とパーシー・プリースト湖では釣り、ウォータースキー、セイリング、ボートなどが楽しめる。ハーバー・アイランド・ヨット・クラブは前者を、ヴァンダービルト・セイリング・クラブならびにナッシュビル・ショアズは後者を本拠地としている。
他にカンバーランド・パーク、ラドナー湖州立自然区などがある。
2013年8月27日、カール・ディーン市長はダウンタウンのカンバーランド川沿い西と東の2つの新たな公園計画を発表した。2013年秋に東岸の工事が始まり、2015年に西岸が完成した。どちらの公園にも長年待望された野外音楽堂が設置される計画が通り、西岸の発電所跡に建てられる音楽堂は4.9ヘクタールの公園に取り巻かれることとなった。座席数2,500席、最大収容人数6,500名、さらに舞台を見下ろす緩やかな丘にも観衆を入れる予定である。1.8ヘクタールの東岸の公園からはカンバーランド川の船着場に降りることができる。市長は「もし完成すれば発電所だった場所が代々市民にとって楽しめる、誇れる場所となるだろう」と語った。

## 政府

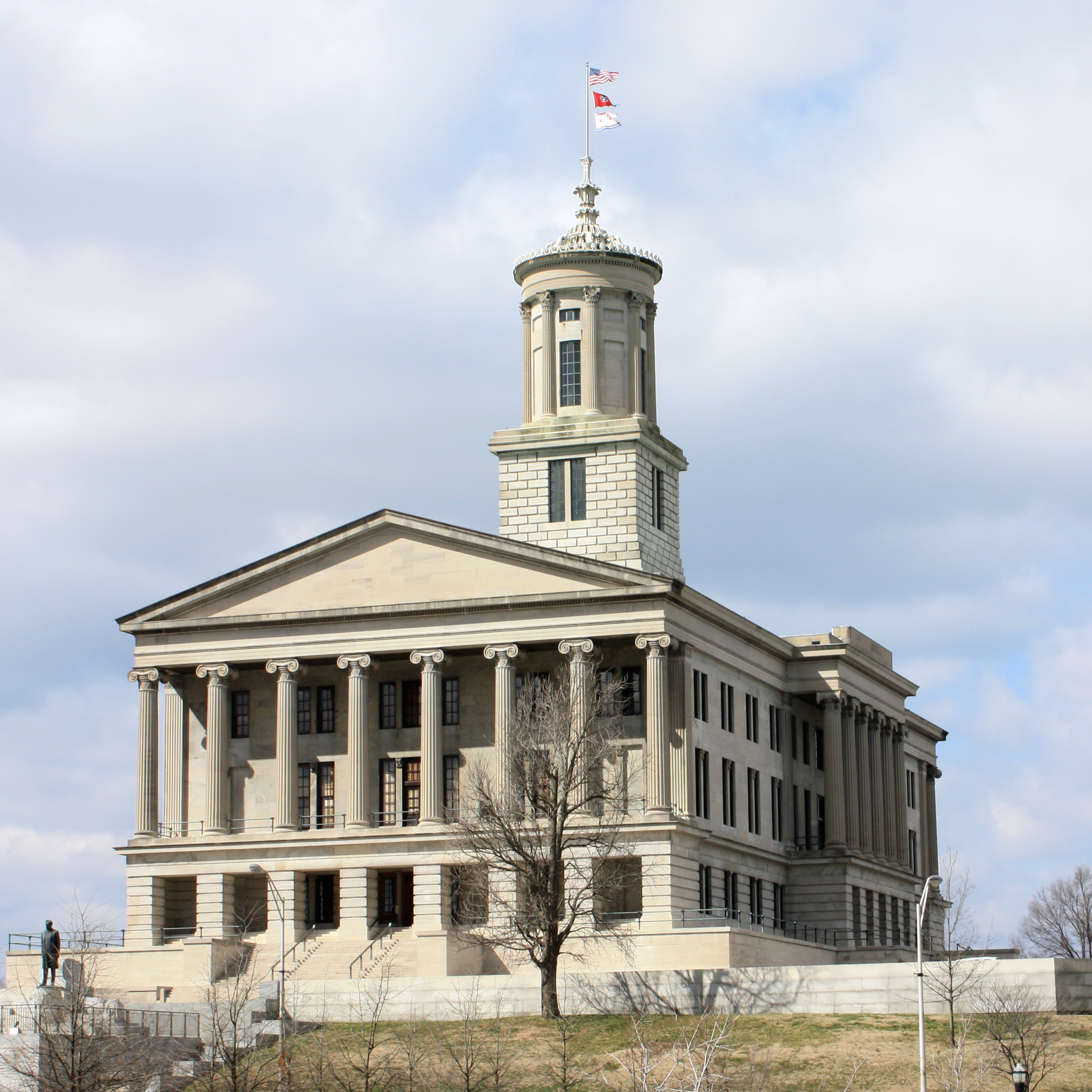
テネシー州議事堂

1963年、スプロール現象を解消するため、デイヴィッドソン郡とナッシュビル市は合併した。合併後の政府は「Metropolitan Government of Nashville and Davidson County 」と名付けられ、住民からは「メトロ・ナッシュビル」または「メトロ」と呼ばれている。警察、消防、電気、上下水道を供給している。1963年にメトロが創設されてから、供給は当初の市境内の「アーバン・サービス・ディストリクト」約190 km2 (72mi2) と、郡内の他の地域「ジェネラル・サービス・ディストリクト」の二層に分かれていた。メトロ内にはベル・ミード、ベリー・ヒル、フォレスト・ヒルズ (テネシー州)|フォレスト・ヒルズ、オーク・ヒル (テネシー州)（英語）、グッドレッツヴィル (一部)、リッジトップ (テネシー州)（英語） (一部) の6ヶ所の独立都市があり、独自に統括する警察権を除くと他はメトロが供給する二層政府制で行われている。以前はレイクウッド (テネシー州)（英語）も二層政府であったが、2010年と2011年の投票により独立行政を解消してメトロ一本化が決まった。
ナッシュビルの市政は市長、副市長、40名の議会議員で執り行われる。現在の市長はデイビッド・ブライリー
（英語）、副市長はシェリ・ウィナー (Sheri Weiner)である。議会議員は35名が小選挙区から、5名が選挙区全体から選出される。議会は毎月第1、第3火曜日午後6時から行われる。
中部テネシーのテネシー州最高裁判所が置かれている。

### 政治
テネシー州が共和党支持であっても、ナッシュビルは遅くともレコンストラクションから民主党支持である。市内の一部の富裕層は共和党支持であるが、市民の大多数は民主党支持である。
大統領選において、レコンストラクション以降デイヴィッドソン郡で民主党候補が選出されなかったのは3回のみである。1968年、第三政党候補ジョージ・ウォレスが35.1%の支持を得た。1972年、リチャード・ニクソンが61%の支持を得てレコンストラクション以降初の共和党候補となった。1988年、共和党候補ジョージ・H・W・ブッシュが52%の支持を得た。
2000年アメリカ合衆国大統領選挙ではテネシー州の民主党候補アル・ゴアがナッシュビルで59%を獲得したにも関わらず、テネシー州では共和党候補ジョージ・W・ブッシュが選ばれた。2004年アメリカ合衆国大統領選挙では民主党候補ジョン・ケリーがナッシュビルで55%を獲得したが、テネシー州では共和党候補ジョージ・W・ブッシュが選ばれた。2008年アメリカ合衆国大統領選挙では民主党候補バラク・オバマがナッシュビルで60%を獲得したが、テネシー州では共和党候補ジョン・マケインが選ばれた。

## 教育

### 大学

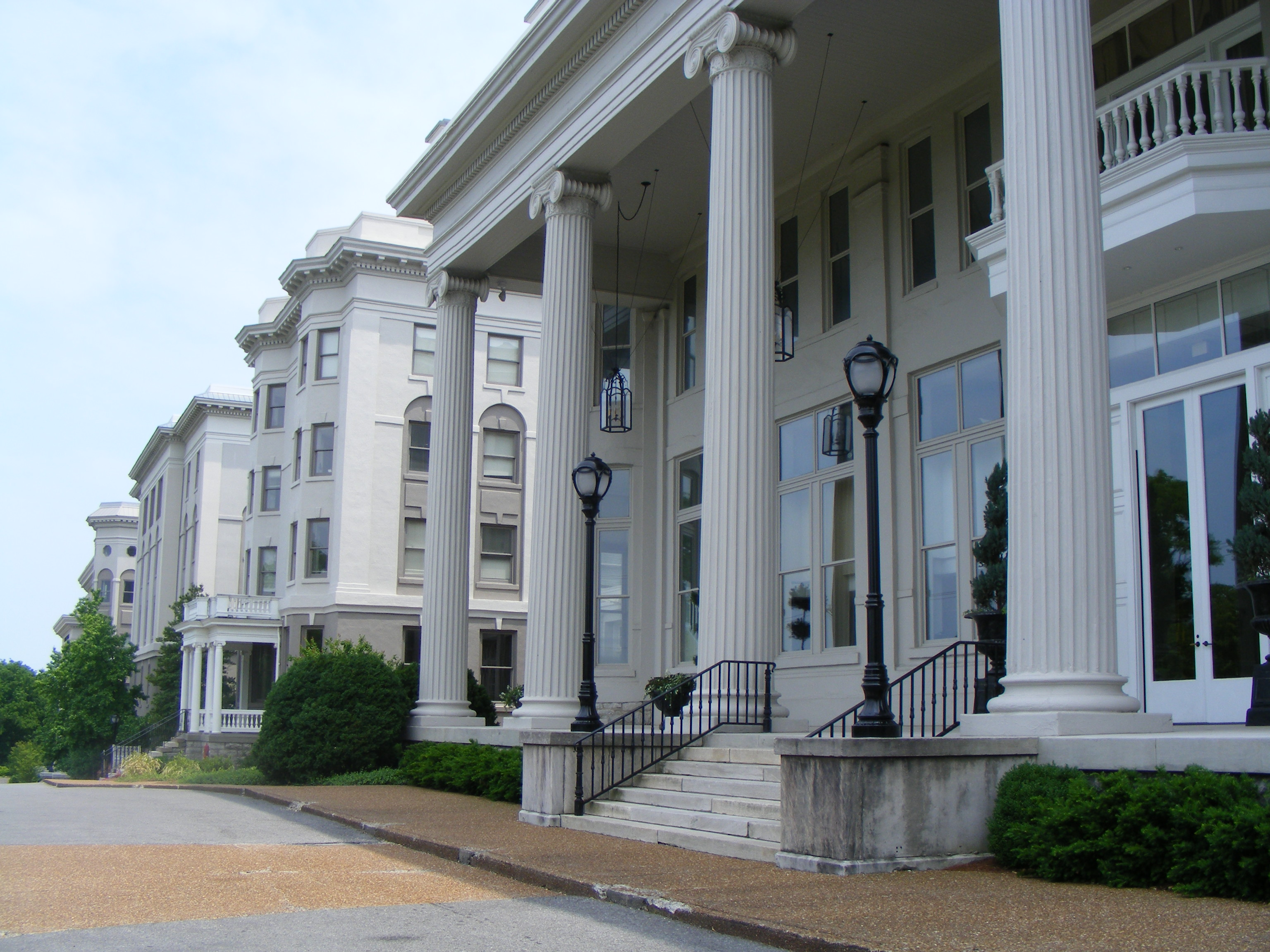
ベルモント大学のフリーマン・ホール

ナッシュビルが「南部のアテネ」と呼ばれる理由の1つには大学が多いことが挙げられる。ナッシュビルにある大学、カレッジを以下に示す:
| 大学名                                                            | 提携先                                                    | 入学者数 |
| ----------------------------------------------------------------- | --------------------------------------------------------- | -------- |
| アメリカン・バプティスト・カレッジ                                |                                                           |          |
| アクイナス・カレッジ                                              | ローマン・カソリック                                      |          |
| ベルモント大学                                                    |                                                           | 6,647    |
| デイマー・カレッジ                                                |                                                           |          |
| フィスク大学                                                      | ユナイテッド・チャーチ・オブ・クライスト (歴史的黒人大学) | 800      |
| ジョン・A・ガプトン・カレッジ                                     |                                                           |          |
| リプスコム大学                                                    | チャーチズ・オブ・クライスト                              | 4,278    |
| メハリー医科大学                                                  | ユナイテッド・メソディスト・チャーチ (歴史的黒人大学)     | 700      |
| ノシ・カレッジ                                                    |                                                           |          |
| ナッシュビル法律学校                                              |                                                           |          |
| ナッシュビル・オート・ディーゼル・カレッジトレーニング・センター) |                                                           |          |
| ナッシュビル州立コミュニティ・カレッジ                            |                                                           | 9,853    |
| テネシー州立大学                                                  | (歴史的黒人大学)                                          | 10,389   |
| トレヴェッカ・ナザレン大学                                        | ナザレン                                                  | 2,345    |
| ヴァンダービルト大学                                              |                                                           | 12,714   |
| ワトキンス・カレッジ・オブ・アート、デザイン&フィルム             |                                                           | 400      |
| ウェルチ・カレッジ                                                | フリー・ウィル・バプティスツ                              | 338      |

ナッシュビルから約48 km (30マイル) のマーフリーズボロにはミドルテネシー州立大学 (MTSU) があり、テネシー州内の公立大学で最も学生数が多い。例年ナッシュビルでの中等教育以降の入学者は約4万3,000人である。MTSU、カンバーランド大学 (レバノン)、ボランティア州立コミュニティ・カレッジ (ギャラティン)、デイマー大学、オモア・カレッジ・オブ・デザイン (フランクリン) も含めてナッシュビル大都市統計地域の入学者数は7万4,000人である。約64km (40マイル) のオースティン・ピー州立大学 (クラークスビル)、コロンビア州立コミュニティ・カレッジ (コロンビア) の入学者数は1万3,600人である。
ナッシュビルにはフィスク大学、テネシー州立大学、メハリー医科大学、アメリカン・バプティスト・カレッジの4つの歴史的黒人大学 (HBCU)（英語）がある。

## メディア

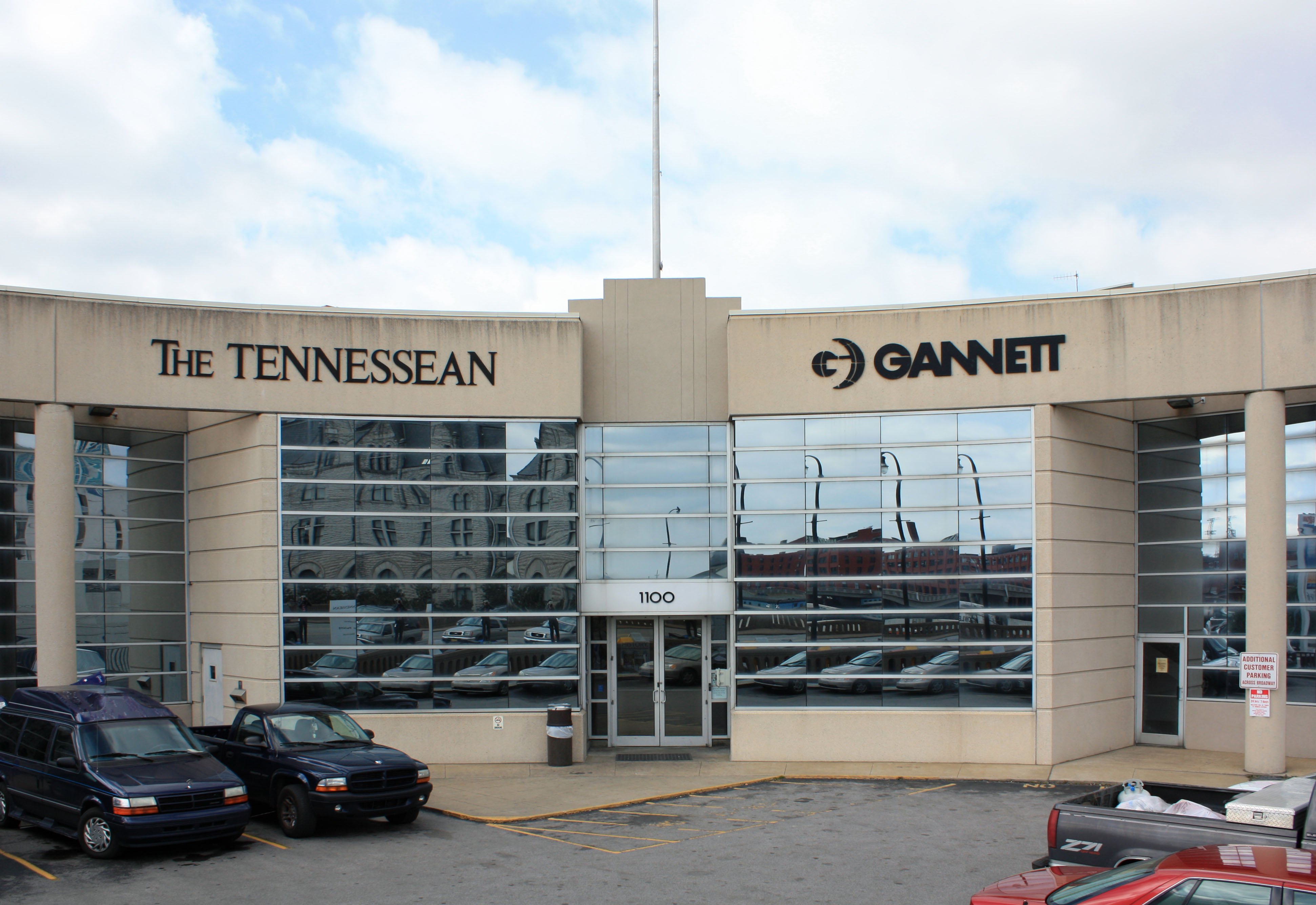
テネシアン本社

ナッシュビルの日刊紙は『テネシアン』である。1998年まで、同じビル内で共同経営していた『ナッシュビル・バナー』と競合していた。2013年までは無料の日刊紙『シティ・ペーパー』も読まれていたが、現在『テネシアン』が最も広く購読されている。オンラインの『NashvillePost.com』は紙媒体の日刊紙と競合している。週刊の冊子『ナッシュビル・プライド』、『ナッシュビル・ビジネス・ジャーナル』、『ナッシュビル・シーン』、『テネシー・トリビューン』も発行されている。歴史的に『テネシアン』は政治的にリベラルであり、『バナー』は保守的であって『シティ・ペーパー』に受け継がれた。『シーン』は娯楽記事を扱っており、『プライド』は地域の発展や企業関係者に向けている。
ナッシュビルにはテレビ局が11局ある。多くの家庭ではケーブルテレビを視聴しており、コムキャストがデイヴィッドソン郡の大多数を占めるが全てではない。ナッシュビルは全米で29番目に大きいテレビ市場の地である。
ナッシュビルにはカントリー・ミュージック・テレビジョン (CMT) などのケーブルテレビ局がある。CMTの主調整室はニューヨークのバイアコムにある。『トップ20カウントダウン』、『CMTインサイダー』などはナッシュビルのスタジオで撮影される。ショップ・アット・ホーム・ネットワークは一時期ナッシュビルを拠点としていたが、2008年に閉鎖した。
大学ラジオや短波コミュニティ放送を含み、何十ものFM、AMのラジオ局があり、全米で44番目に大きいラジオ市場の地である。95.5FMのWSM-FMはカムラス・メディアが所有している。オープリーランドから放送しているWSM-AMはゲイロード・エンタテイメント・カンパニーが所有しており、全米で650AMまたはオンラインWSM Onlineで聴くことができる。WSMは『グランド・オール・オープリー』を放送していることで知られている。1510AMのWLACはクリア・チャンネル所有のトーク局で、かつて保険会社ライフ・アンド・カジュアルティ・インシュアランス・カンパニー・オブ・テネシーがスポンサーであった。その競合相手のWWTNはコミュラス・メディアが所有している。
『グリーンマイル』、『ラスト・キャッスル』、『ガンモ』、『愛と呼ばれるもの』、『Two Weeks 』、『歌え!ロレッタ愛のために』、『ナッシュビル』、『カントリー・ストロング』など著名な映画がナッシュビルで撮影された。またテレビではABCで市内各地で撮影されている連続ドラマ『ナッシュビル』が全米で放送されている。

## 交通

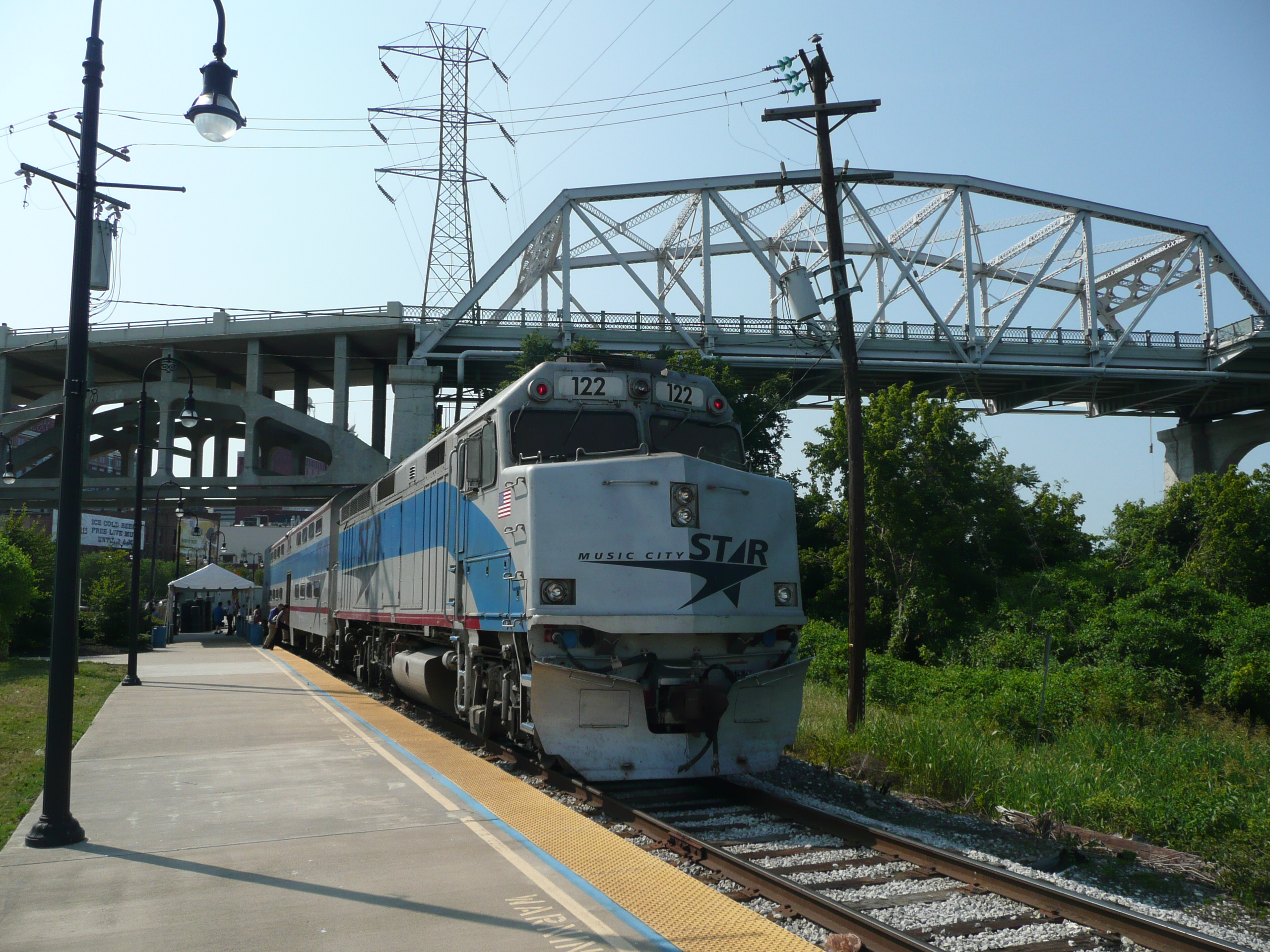
シェルビー・ストリート・ブリッジ下を通るミュージック・シティ・スター

### 道路
ナッシュビルは州間高速道路40号線、24号線、65号線の交差点中心地に位置している。ダウンタウンより南で440号線がそれぞれと接続している。州道155号線ブライリー通りが北側を囲むように通っている。クラークスビル・パイク、ギャラティン・パイク、レバノン・パイク、マーフリーズボロ・パイク、フランクリン・パイクなど市内の中心部から放射線状に延びる主要な道路には近隣の都市名に「パイク」がつけられている。

### 路線バス
ナッシュビル・メトロ交通局は、近年新築されたダウンタウンのハブから市内にMTAバスを走らせている。バス・ラピッド・トランジットにより新たなルートの拡大を計画し、将来的には新たな電車の新設も検討している。
ナッシュビルはパイドモント・アトランティック・メガリージョン（英語版）の1つとされている。

### 航空
ナッシュビル国際空港 (BNA) は、1986年から1995年までアメリカン航空のハブとして機能していたが、現在はサウスウエスト航空の利用が多くなっている。他にはユナイテッド航空、デルタ航空、フロンティア航空、アレジアント航空、エア・カナダなどの航空会社が乗り入れている。
現在日本との直行便はないが、日産およびブリヂストンの業務拡大および多数の日系企業の進出に伴い直行便が検討されている。

### 鉄道

#### アムトラック

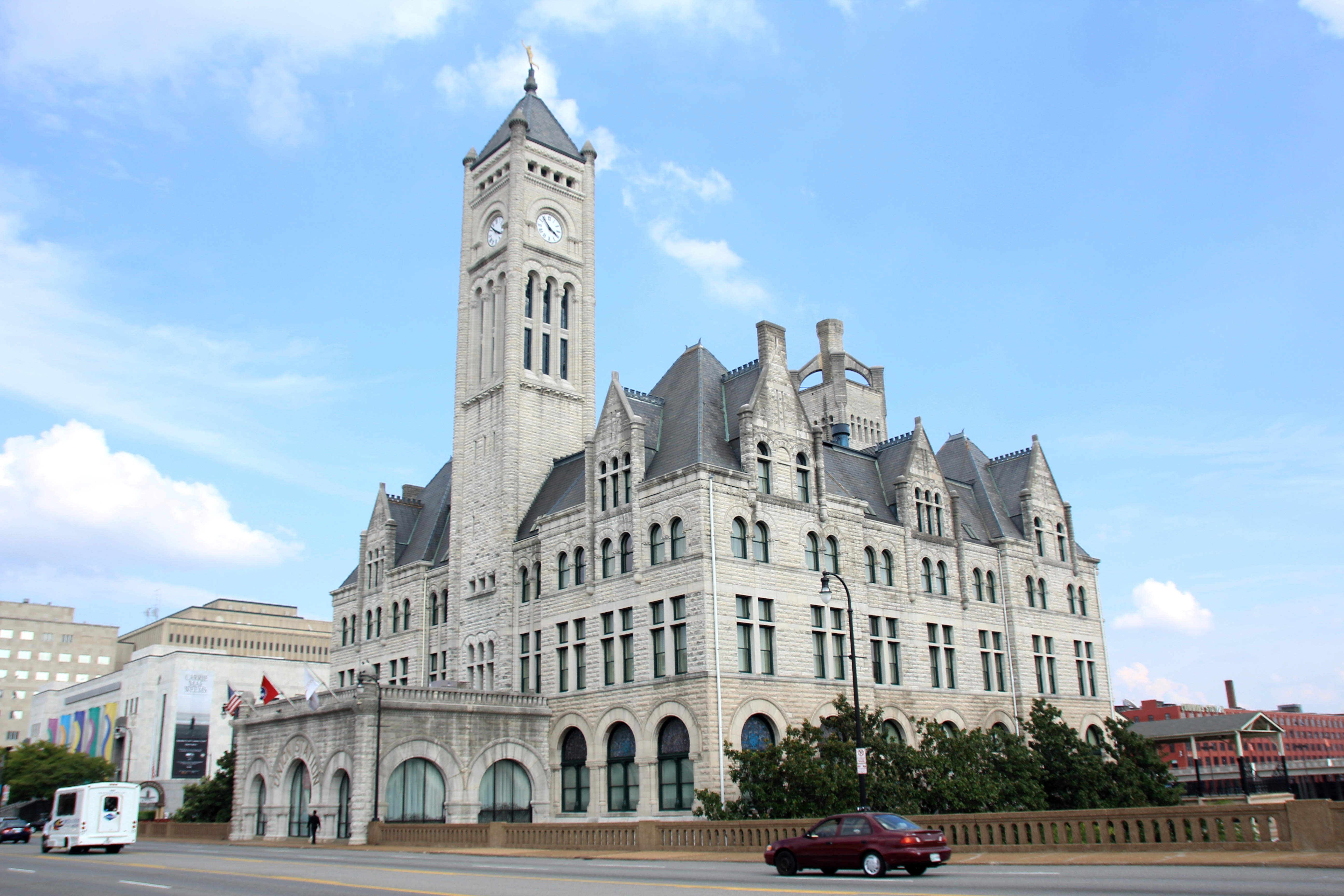
ナッシュビル・ユニオン駅

CSXトランスポーテーションの主要なハブとなっているが、ナッシュビルには2015年現在、都市間営業線としてアムトラック列車が運行しておらず、インディアナポリス、シカゴ、セントルイス方面へは連絡バスによる接続がとられている。アムトラックは1979年10月9日までナッシュビルのユニオン・ステーションを使用し、列車フロリディアン号を運行してケンタッキー州ルイビルおよびナッシュビル経由でシカゴとフロリダを結んでいた。
ナッシュビルでアムトラックの再開を望む声はあっても具体的になることは長らくないままで、路線網が拡大されれば集客を見込めるかもしれないが、テネシー州政府の経済的理由により再開の見込みはないとされてきた。

#### 通勤鉄道
2006年9月18日、通勤列車ミュージック・シティ・スターの運行が始まった。レバノンとナッシュビルのダウンタウンにあるナッシュビル・リバーフロントを結んでいる。現在、クラークスビル、マーフリーズボロ、ギャラティンと接続の可能性を検討している。
背景には車内信号システムPTC（Positive Train Control）導入義務をめぐる連邦鉄道管理局（FRA）の対応が、鉄道安全法の要件（2008年）と国家交通安全委員会勧告が相容れない課題がある。ナッシュビル地域交通局（RTA）とナッシュビル&イースタン鉄道会社は資金面の問題により、2018年期限までにミュージックシティー・スター通勤鉄道にPTCを実装できないとして、FRAに運行速度を下げてPTC適用条件を回避する方策を示した。PTCの恒久的免除を求めるこのやり方に対し、下院議員は連名でロン・バトリーFRA管理者に書簡を送って承認見合わせを求めた。旅客と貨物鉄道輸送を継続するにはPTC免除ではなく、FRAはむしろ一歩踏み込んで規制強化により、鉄道会社の法律遵守を支援するべきとしている。議会はPTC実施助成金を承認し予算化、2019会計年度には追加の資金調達が見込まれるという。

#### 橋
ナッシュビルの主な橋を以下に示す:
| 正式名称                                       | 別名                                 | 長さ                  | 開通時期      |
| ---------------------------------------------- | ------------------------------------ | --------------------- | ------------- |
| ゲイトウエイ・ブリッジ                         | 朝鮮戦争退役軍人記念橋               | 510 m (1,660フィート) | 2004年5月19日 |
| ケリー・ミラー・スミス・ブリッジ               | ジェファーソン・ストリート・ブリッジ |                       | 1994年3月2日  |
| オールド・ヒッコリー・ブリッジ                 |                                      |                       | 1929年        |
| マーティン・ルサー・キング・ジュニア・ブリッジ | ボードー・ブリッジ                   |                       | 1980年9月18日 |
| ジョン・シーゲンソーラー歩道橋                 | シェルビー・アヴェニュー・ブリッジ   | 960 m (3,150フィート) | 1909年7月5日  |
| シリマン・エヴァンズ・ブリッジ                 |                                      | 720 m (2,362フィート) | 1963年        |
| ヴィクトリー・メモリアル・ブリッジ             |                                      |                       | 1956年7月2日  |
| ウイリアム・グッドウィン・ブリッジ             | ホブソン・パイク・ブリッジ           | 675 m (2,215フィート) |               |
| ウッドランド・ストリート・ブリッジ             |                                      | 195 m (639フィート)   |               |

## 出身者
ナッシュビル出身者 (居住経験のみの者も含む) を以下に示す。姓またはグループ名等の五十音順。
| 政界関係者 - ウィリアム・ウォーカー - 傭兵、冒険家、ニカラグア大統領 - ミッキー・カンター - 第31代合衆国商務長官 - アル・ゴア - 第45代合衆国副大統領 - ティッパー・ゴア - 副大統領夫人 - アンドリュー・ジャクソン - 第7代合衆国大統領 - フレッド・トンプソン - 元上院政府問題委員会委員長 - ウィリアム・F・ハガティ - 駐日アメリカ合衆国大使 - ウィリアム・フリスト - 元上院多数党院内総務 - ジェームズ・ポーク - 第11代合衆国大統領 - グレン・ジェイコブズ - テネシー州ノックス郡郡長、プロレスラー 音楽関連 - キース・アーバン - カントリー・ミュージシャン、ポップ歌手、作曲家 - チェット・アトキンス - カントリー・ギター奏者、音楽プロデューサー - キャリー・アンダーウッド - カントリー、ポップ歌手、作曲家 - ヘイリー・ウィリアムス - ミュージシャン、作曲家、作詞家 - ヴィクター・ウッテン - ベース・ギター奏者 - ロイ・エイカフ - カントリー歌手、作曲家 - キティ・ウェルズ - 「カントリー・ミュージックの女王」 - トミー・エマニュエル - ギター奏者 - ロイ・オービソン - 歌手、作曲家 - グレッグ・オールマン - ミュージシャン - デュアン・オールマン - ミュージシャン - ジョニー・キャッシュ - カントリー歌手、作曲家、俳優 - グレン・キャンベル - ポップ、カントリー・ミュージシャン、TV司会者、俳優 - キングス・オブ・レオン - ロック・ミュージシャン - ケリー・クラークソン - ポップ、カントリー歌手、『アメリカン・アイドル』優勝者 - パッツィー・クライン - カントリー歌手、作曲家 - エイミー・グラント - 歌手、作曲家 - クリス・クリストファーソン - カントリー作曲家、歌手、俳優 - シェリル・クロウ - 歌手、作曲家、俳優 - J・J・ケイル - 作曲家、ミュージシャン - ケシャ - ミュージシャン - ビリー・コックス - ベース・ギター奏者 - ビリー・レイ・サイラス - カントリー歌手、作曲家、俳優 - マイリー・サイラス - 俳優、歌手 - ドナ・サマー - ディスコ、R&B歌手 - ウェイロン・ジェニングス - カントリー歌手、ギター奏者 - ブレイク・シェルトン - カントリー歌手 - ザ・シビル・ウォーズ - フォーク、アメリカーナ・デュオ - ナオミ・ジャッド、ワイノナ・ジャッド - 母娘カントリー歌手、元ザ・ジャッズ、作曲家 - ランダル・ジャレル - 詩人、作家 - マイケル・W・スミス - クリスチャン・ミュージック・アーティスト - エドウィン・スター - ファンク歌手 - アーネスト・タブ - 歌手、作曲家 - シャナイア・トゥエイン - カントリー、ポップ歌手、作曲家 - トンプソン・スクエア - カントリー・デュオ - ウィリー・ネルソン - ギター奏者、カントリー歌手 - アーロン・ネヴィル - ソウル歌手 - ドリー・パートン - カントリー歌手、作曲家、俳優 - ヤング・バック - ラッパー - パラモア - ロック・ミュージシャン - エミルー・ハリス - カントリー歌手、作曲家、ミュージシャン - ザ・バンド・ペリー - カントリー・ポップ・バンド - ケリー・ピックラー - カントリー歌手、作曲家 - フェイス・ヒル - カントリー歌手 - フィスク・ジュビリー・シンガーズ - ゴスペル・クワイア - パット・ブーン - ポップ歌手、俳優 - ベン・フォールズ - 歌手、作曲家 - ザ・ブラック・キーズ - ロック・ミュージシャン - ピーター・フランプトン - ロック・ミュージシャン、プロデューサー、作曲家 - ブラッド・ペイズリー - カントリー歌手、作曲家 - ジミ・ヘンドリックス - ギター奏者、歌手、作曲家、プロデューサー - アニー・ポッツ - 俳優 - ホット・シェル・レイ - ポップ・ロック・バンド - ジャック・ホワイト - ギター奏者、ホワイト・ストライプス - リーバ・マッキンタイア - カントリー歌手、俳優 - ドワイト・ヨアカム - カントリー・ミュージシャン、作曲家、俳優 - ブレンダ・リー - ポップ歌手 - リトル・リチャード - ロックンロール・ミュージシャン - テックス・リッター - シンギング・カウボーイ - ロレッタ・リン - カントリー歌手、作曲家 - レディ・アンテベラム - カントリー・ポップ・グループ - タミー・ワイネット - カントリー歌手、作曲家 | スポーツ関係者 - ランディ・オートン - プロレスラー - シェルトン・クォールズ - フットボール選手 - ジェフ・ジャレット - プロレスラー - エディ・ジョージ - フットボール選手 - ヌードルズ・ハーン - 野球選手 - ビル・ベリチック - NFLヘッドコーチ - トミー・リッチ - プロレスラー - ウィルマ・ルドルフ - 陸上競技金メダリスト その他 - リース・ウィザースプーン - 俳優 - オプラ・ウィンフリー - トーク番組司会者 - ドーン・ウェルズ - 俳優 - ロバート・ペン・ウォーレン - ピューリッツァー賞作家、詩人 - マイク・カーブ - カーブ・レコード創設者 - ニコール・キッドマン - 俳優 - ハーモニー・コリン - 映画製作者、アーティスト - ジョン・ローレンス・シーゲンソーラー - ジャーナリスト - ダイナ・ショア - 歌手、俳優、テレビ司会者 - アデール・ティシュラー - 俳優 - エドワード・エマーソン・バーナード - 天文学者 - ジム・バーニー - 俳優 - ミニー・パール - カントリー・コメディアン - コリン・フォード - 俳優 - ベティ・ペイジ - モデル、俳優 - ロバート・ライマン - 画家 - マーガレット・ランディス - サイレント映画俳優 - ベス・リトルフォード - コメディアン、俳優 |

## 姉妹都市
ナッシュビルは姉妹都市プログラムに積極的に参加しており以下の都市と提携している:
- ベルファスト （イギリス、北アイルランド）
- カーン （フランス、バス＝ノルマンディー地域圏）[101]
- エドモントン （カナダ、アルバータ州）
- マクデブルク （ドイツ、ザクセン＝アンハルト州）[102]
- メンドーサ (アルゼンチン共和国メンドーサ州)
- 太原市 (中華人民共和国山西省)
- タムワース (オーストラリア、ニューサウスウェールズ州)

パートナー・シティ
- 広津区 (大韓民国ソウル特別市)
- 鎌倉市 (神奈川県)[103]

国際友好都市
- クロウイ (フランス、ピカルディ地域圏)

ミュニシパル・ユナイテッド・イン・フレンドシップ
- エル・ポート・デ・ラ・セルヴァ (スペインカタルーニャ州)

## 名誉市民
- 1975年、チェリッシュ - ナッシュビルでアルバムをレコーディング[104]
- 1988年、石神井太鼓保存会 せんば太鼓 - USAインターナョナルフェアー公演[105]
- 1988年、大野義夫 - 1960年グランド・オール・オープリー出場[106]
- 1988年、永冨研二 - グランド・オール・オープリー出場[107]
- 1993年、村口光子 - アイリッシュダンスの舞い手[108]
- 2013年、坂麗水 (ばん れいすい) - 薩摩琵琶奏者[109]